# Liste d'abréviations des ordres religieux catholiques
Les abréviations typographiques des ordres religieux catholiques sont utilisées conventionnellement après le nom d'un religieux ou d'une institution religieuse. Cet usage est tardif (XIVe siècle au plus tôt). Il est sujet à de nombreuses variations, notamment en fonction des langues, et ne repose sur aucune règle stable. Elles n'ont pas de caractère officiel et les autorités des ordres religieux ne se sont jamais souciées d'en fixer ou stabiliser l'usage. Cette liste inclut les anciens ordres religieux, les instituts et congrégations religieuses et les sociétés de vie apostolique de fondation plus récente. 
- Haut – A
- B
- C
- D
- E
- F
- G
- H
- I
- J
- K
- L
- M
- N
- O
- P
- Q
- R
- S
- T
- U
- V
- W
- X
- Y
- Z

## A
| Abbr.     | Nom officiel                                                           | Nom commun                   | Nom en latin                                                                                     |
| --------- | ---------------------------------------------------------------------- | ---------------------------- | ------------------------------------------------------------------------------------------------ |
| A.A       | Augustins de l'Assomption                                              | Assomptionistes              | Congregatio Augustinianorum ab Assumptione                                                       |
| A.A.S.C   | Servantes adoratrices du Saint-Sacrement et de la Charité              |                              | Sorores Adoratrices Ancillæ SS. Sacramenti et a Caritate                                         |
| A.B.M.V   | Servantes de l'Immaculée Conception                                    |                              | Congregatio Sororum Ancillarum ab Immaculata Conceptione Beatæ Mariæ Virginis                    |
| A.C       | Carmel apostolique                                                     |                              |                                                                                                  |
| A.C.I     | Servantes du Sacré-Cœur                                                |                              | Ancillæ Sacri Cordis Iesu                                                                        |
| A.C.J     | Sœurs apostoliques du Sacré-Cœur                                       |                              | Congregatio Dominarum Apostolicarum S. Cordis Iesu                                               |
| A.D.C     | Ancelles de la Charité                                                 |                              | Ancillarum a Charitate                                                                           |
| A.D.C     | Servantes du Divin Cœur                                                |                              | Ancillæ Divinis Cordis                                                                           |
| A.d.G.B   | Sœurs de Jésus Enfant                                                  |                              |                                                                                                  |
| A.D.J.C   | Pauvres servantes de Jésus-Christ                                      |                              | Instituti Pauperum Ancillarum Iesu Christi                                                       |
| A.D.P     | Servantes de la Divine Providence                                      |                              | Congregatio Sororum Ancillarum a Divina Providentia                                              |
| A.D.S.C   | Franciscaines adoratrices de la Sainte Croix                           |                              | Institutum Sororum Adoratricum S. Crucis                                                         |
| A.H.A     | Augustines de l'aide                                                   |                              |                                                                                                  |
| A.I       | Servantes de Jésus                                                     |                              | Congregatio Ancillarum Iesu                                                                      |
| A.I.M     | Servantes de l'Immaculée Conception de Parme                           |                              | Congregationis Ancillarum Beatissimæ Mariæ Immaculatæ, necnon Parmensis Instituti a Bono Pastore |
| A.J       | Association Apôtres de Jésus                                           |                              |                                                                                                  |
| Alb       | Frères du Tiers-Ordre de Saint François, serviteurs des pauvres        | Albertins                    | Fratres Albertini Pauperis Inservientes III Ordinis Sancti Patri Francisci                       |
| A.M       | Sœurs augustines missionnaires                                         |                              |                                                                                                  |
| A.M       | Sœurs antoniennes de Marie                                             |                              |                                                                                                  |
| A.P.C.S   | Auxiliatrices paroissiales du Christ Prêtre                            |                              |                                                                                                  |
| A.P.S     | Sœurs adoratrices du Très Précieux Sang de Notre Seigneur Jésus Christ |                              |                                                                                                  |
| A.P.S.S   | Ordre des Adoratrices perpétuelles du Saint-Sacrement                  | Sacramentines                | Ordinis Adoratrices Perpetuæ Sanctissimi Sacramenti                                              |
| A.R       | Sœurs de l'Adoration réparatrice                                       |                              |                                                                                                  |
| A.R       | Servantes réparatrices du Sacré-Cœur de Jésus                          |                              | Congregatio Sororum Ancillarum Reparatricum a Sacratissimo Corde Iesu                            |
| A.R.V     | Augustines récollettes du Sacré-Cœur de Jésus                          |                              | Augustiniorum Recollectorum in Venetiola                                                         |
| A.S.C     | Adoratrices du Sang du Christ                                          | Adoratrices                  | Sorores Adoratrices Pretiossimi Sanguinis                                                        |
| A.S.C     | Sœurs de l'adoration perpétuelle du Sacré Cœur de Jésus                |                              |                                                                                                  |
| A.S.C     | Servantes du Sacré-Cœur de Jésus sous la protection de saint Joseph    |                              |                                                                                                  |
| A.S.C.G.A | Servantes du Sacré-Cœur de Jésus Agonisant                             |                              |                                                                                                  |
| A.S.C.J   | Apôtres du Sacré Cœur de Jésus                                         |                              | Apostolæ Sacri Cordis Jesu                                                                       |
| A.S.C.V   | Servantes du Sacré-Cœur de sainte Catherine Volpicelli                 |                              | Ancillarum a Sacro Corde                                                                         |
| A.S.F     | Sœurs apôtres de la Sainte Famille                                     |                              |                                                                                                  |
| A.S.G.M   | Augustines servantes de Jésus et Marie                                 |                              | Sororum Augustinarum Servarum Iesu et Mariae                                                     |
| A.S.O.L.C | Augustines de Notre-Dame de la Consolation                             | Augustines de la Consolation | Congregationis sororum augustinianarum dominae nostrae a consolatione                            |
| A.S.P     | Sœurs angéliques de Saint-Paul                                         | Angéliques                   | Sorores Angelicæ Sancti Pauli                                                                    |

## B
| Abbr.    | Nom officiel                                           | Nom commun                 | Nom en latin                                                          |
| -------- | ------------------------------------------------------ | -------------------------- | --------------------------------------------------------------------- |
| B.       | Clercs réguliers de Saint-Paul                         | Barnabites                 | Congregatio Clericorum Regularium S. Pauli                            |
| B.A.     | Ordre de Saint Basile des Melkites d'Alep              | Basiliens d'Alep           | Ordo Basilianus Aleppensis Melkitarum                                 |
| B.A.     | Ordre des Basiliennes d'Alep                           | Basiliennes d'Alep         |                                                                       |
| B.B.     | Filles de la Vierge                                    | Benebikira                 |                                                                       |
| B.C.     | Ordre basilien choueirite                              | Choueirites                | Ordo Basilianus S. Iohannis Baptistæ                                  |
| B.D.N.P  | Servantes de l'Immaculée Conception de la Mère de Dieu |                            | Congregatio Sororum Servularum Dei Genitricis Inmaculatæ Conceptionis |
| B.D.P.   | Bénédictines de la Divine Providence                   |                            | Congregationis Sororum Benedictinarum a Divina Providentia            |
| Bethl    | Bethlémites filles du Sacré-Cœur de Jésus              |                            | Instituti Sororum Bethlehemitarum                                     |
| Bethl    | Famille monastique de Bethléem                         |                            |                                                                       |
| B.G.S.   | Petits Frères du Bon Pasteur                           |                            | Parvi Fratres Boni Pastoris                                           |
| B.M.V.   | Bénédictines de la Reine des Apôtres                   |                            | Congregatio Reginæ Apostolorum                                        |
| B.S.     | Ordre basilien du Très Saint Sauveur                   | Salvatoriens               | Ordo Basilianus Ssmi Salvatoris Melkitarum                            |
| B.S      | Sœurs de Notre Dame de Bon Secours de Troyes           |                            |                                                                       |
| B.S.C    | Sœurs de Béthanie du Sacré-Cœur                        |                            | Instituti Sororum a Bethania S. Cordis Iesu                           |
| B.S.C.M. | Bénédictines du Sacré-Cœur de Montmartre               | Bénédictines du Sacré-Cœur | Congregatio Adoratricum Sanctissimi Cordis Iesu de Monte Martyrum     |

## C
| Abbr.       | Nom officiel                                                       | Nom commun                 | Nom en latin                                                                                        |
| ----------- | ------------------------------------------------------------------ | -------------------------- | --------------------------------------------------------------------------------------------------- |
| C.A.E       | Sœurs crucifiées adoratrices de l'Eucharistie                      |                            | Sororum Crucifixarum Adorantium Eucharistiam                                                        |
| C.A.M       | Congrégation des pères mékhitaristes                               | Mékhitaristes              | Ordo mechitaristarum monachorum armenorum                                                           |
| C.A.S.H     | Clercs apostoliques de saint Jérôme                                | Jésuates                   | Clerici Apostolici Sancti Hieronymi                                                                 |
| C.B         | Communauté des Béatitudes                                          |                            | Communitas Beatitudinum                                                                             |
| C.B.M.V     | Chanoinesses de Saint-Augustin de la Congrégation Notre-Dame       |                            | Ordinis Canonissarum Regularium S.Augustini Congregationis Nostræ Dominæ                            |
| C.B.S       | Sœurs du Bon Secours                                               |                            | |
| C.b.P       | Pauvres ermites de Saint Jérôme                                    |                            | Ordo Fratrum Eremitarum S. Hieronymi                                                                |
| C.C.I.M     | Filles des Sacrés Cœurs de Jésus et de Marie (Institut Ravasco)    |                            | Congregatio Filiarum SS. Cordium Iesu et Mariæ                                                      |
| C.C.V       | Carmélites de la Charité                                           |                            | Carmelitarum Caritatis de Vedruna                                                                   |
| C.D.C.J     | Carmélites du Divin Cœur de Jésus                                  |                            | Carmelitæ Divini Cordis Jesu                                                                        |
| C.D.F.G.B.P | Filles de Jésus Bon Pasteur                                        |                            | Congregatio Filiarum Jesu Pastor Bonus                                                              |
| C.D.P       | Sœurs de la Divine Providence de Saint-Jean-de-Bassel              |                            | Congregatio Divinæ Providentiæ                                                                      |
| C.d.l.C     | Chanoinesses de la Croix                                           |                            | |
| C.F.A       | Alexiens                                                           |                            | Congregatio Fratrum Cellitarum su Alexianorum                                                       |
| C.F.A       | Franciscaines de Notre-Dame de Protection                          |                            | |
| C.F.C       | Frères chrétiens                                                   |                            | Congregatio Fratrum Christianorum                                                                   |
| C.F.H       | Frères de l'Immaculée-Conception de Huijbergen                     | Frères de Huybergen        | Fratres Immaculatæ Concepciones B. V. M. Matris Dei                                                 |
| C.F.I.C     | Fils de l'Immaculée Conception                                     | Conceptionnistes           | Filii Immaculatæ concepciones                                                                       |
| C.F.M       | Filles de la miséricorde franciscaine                              |                            | Congregationis Filiarum a Misericordia T.O.R                                                        |
| C.F.M.M     | Filles minimes de Marie Immaculée                                  |                            | Congregatio Filiarum Minimarum Mariae                                                               |
| C.F.M.SS.S  | Clarisses franciscaines missionnaires du Saint Sacrement           |                            | Congregatio Sororum Clarissarum Franciscalium Missionarium a Sanctissimo Sacramento                 |
| C.F.P       | Pauvres Frères de Saint-François-Séraphique                        |                            | Fratrum Pauperum Sancti Francisci Seraphici                                                         |
| C.F.P       | Filles de la Passion de Jésus Christ et de Notre Dame des Douleurs |                            | Congregatio Filiarum Passionis et Mortis Iesu Christi et Dolorum Mariae Sanctissimae                |
| C.F.S       | Congrégation de la Fraternité Sacerdotale                          |                            | Congregatio a Fraternitate Sacerdotali                                                              |
| C.F.S.G     | Filles de Saint Joseph de Rivalba                                  |                            | Instituti Filiarum S. Joseph                                                                        |
| C.F.X       | Frères de Saint-François-Xavier                                    | Frères xaviériens          | Fratrum a S. Francisco Xaviero                                                                      |
| C.H.F       | Sœurs de la Sainte Famille de Thrissur                             |                            | Congregationis Sororum a Sacra Familia                                                              |
| C.I         | Congrégation des Joséphites                                        | Joséphites                 | Institutum Iosephitarum Gerardimontensium                                                           |
| C.I.C       | Sœurs de Notre-Dame de l'Immaculée Conception de Castres           |                            | Congregationis Nostræ Dominæ ab Immaculata Conceptione                                              |
| C.I.C.M     | Congrégation du Cœur Immaculé de Marie                             | Scheutistes                | Congregatio Immaculati Cordis Mariæ                                                                 |
| C.I.I.C     | Petites Sœurs de l'Immaculée Conception                            |                            | Parvarum Sororum Immaculatæ Conceptionis                                                            |
| C.I.M       | Congrégation de Jésus et Marie                                     | Eudistes                   | Congregatio Jesu et Mariæ                                                                           |
| C.J         | Congregatio Jesu                                                   | dames anglaises            | Instituti B. Mariae Virginis                                                                        |
| C.M         | Congrégation de la Mission                                         | Lazaristes                 | Congregatio Missionis                                                                               |
| C.M         | Carmélites missionnaires                                           |                            | Congregatio Sororum Carmelitarum Missionariarum                                                     |
| C.M.A       | Sœurs missionnaires servantes du Cœur Immaculé de Marie            |                            | Congregationis Missionariarum Servarum ab Immaculato Corde Mariae                                   |
| C.M.B.B     | Franciscaines de Notre-Dame des Douleurs                           | Séraphiques                | Filiæ Beatæ Mariæ Virginis Addoloratæ                                                               |
| C.M.C       | Congrégation de la Mère du Carmel                                  |                            | Congregatio Sororum Mater Carmeli                                                                   |
| C.M.D.P     | Capucines de la Mère du Divin Pasteur                              |                            | Sorores Capuccinæ a Matre Divini Pastoris                                                           |
| C.M.F       | Fils du Cœur Immaculé de Marie                                     | Clarétains                 | Missionariorum Filiorum Immacolati Cordis B.M.V.                                                    |
| C.M.I       | Carmes de Marie Immaculée                                          |                            | Congregatio Fratrum Carmelitarum B.V. Mariæ Immaculatæ                                              |
| C.M.S.Sp.S  | Sœurs missionnaires servantes du Saint-Esprit                      |                            | Congregatio Missionalis Servarum Spiritus Sancti                                                    |
| C.M.T       | Carmélites missionnaires thérèsiennes                              |                            | Congregatio Sororum Carmelitarum Missionariarum Teresianarum                                        |
| C.N.D       | Congrégation de Notre-Dame de Montréal                             |                            | Congregatio a Domina Nostra Marianopolitana                                                         |
| C.O         | Congrégation de l'Oratoire                                         | Oratoriens                 | Confoederatio Oratorii Sancti Philippi Nerii                                                        |
| C.O.B       | Oblates de Béthanie                                                |                            | |
| C.Op        | Congrégation des Ouvriers chrétiens de Saint-Joseph-de-Calasanz    |                            | Congregatio pro operariis christianis a Sancto Iosepho Calasanctio                                  |
| C.P         | Congrégation de la Passion de Jésus-Christ                         | Passionistes               | Congregatio Jesu Christi Passionis                                                                  |
| C.P         | Sœurs de la Sainte Croix et de la Passion                          |                            | Congregatio Sororum SS. Crucis et Passionis D.N.I.C                                                 |
| C.P         | Sœurs passionistes de Saint Paul de la Croix                       |                            | |
| C.P.C.R     | Coopérateurs paroissiaux du Christ Roi                             | Coopérateurs paroissiaux   | Congregatio Cooperatorum Paroecialium Christi Regis                                                 |
| C.P.C.R     | Coopératrices paroissiales du Christ Roi                           | Coopératrices paroissiales | |
| C.PP.S      | Missionnaires du Précieux-Sang                                     | Bufaliens                  | Congregatio Missionariorum Pretiosissimi Sanguinis Domini Nostri Jesu Christi                       |
| C.R         | Ordre des Théatins                                                 | Théatins                   | Ordo Clericorum Regularium                                                                          |
| C.R         | Congrégation de la Résurrection de Notre-Seigneur Jésus-Christ     | Résurrectionnistes         | Congregatio a Resurrectione Domini Nostri Jesu Christi                                              |
| C.R         | Sœurs de la Résurrection de Notre Seigneur Jésus-Christ            | Sœurs résurrectionnistes   | Congregatio Sororum a Resurrectione Domini Nostri Jesu Christi                                      |
| C.R.A       | Chanoines réguliers de Saint-Maurice d'Agaune                      | Chanoines de St-Maurice    | Congregatio Helvetica a Sancto Mauritio Agaunensis                                                  |
| C.R.B       | Congrégation du Grand-Saint-Bernard                                |                            | Congregatio Sanctorum Nicolai et Bernardi Montis Iovis                                              |
| C.R.I.C     | Chanoines réguliers de l'Immaculée Conception                      |                            | Congregatio Canonicorum Regolarium Immaculatæ Conceptionis                                          |
| C.R.L       | Ordre des chanoines réguliers du Latran                            |                            | Congregatio Sanctissimi Salvatoris Lateranensis                                                     |
| C.R.M       | Clercs réguliers mineurs                                           | Caracciolins               | Ordo Clericorum Regularium Minorum                                                                  |
| C.R.S       | Clercs réguliers de Somasque                                       | Somasques                  | Ordo Clericorum Regularium a Somascha                                                               |
| C.R.S.A     | Chanoines réguliers de saint Augustin                              |                            | Ordo Canonicorum Regularium Sancti Augustini                                                        |
| C.R.S.V     | Chanoines réguliers de Saint Victor                                | Victorins                  | Canonici Regulares Sancti Victoris                                                                  |
| C.S         | Missionnaires de Saint-Charles                                     | Scalabriniens              | Congregatio Missionariorum a S. Carolo                                                              |
| C.S         | Sœurs de la charité sociale                                        |                            | Societatis Sororum a Caritate Sociali                                                               |
| C.S         | Sœurs de la Compagnie du Sauveur                                   |                            | |
| C.S.A       | Sœurs des Anges de Vilnius                                         |                            | Congregatio Sororum Angelorum                                                                       |
| C.S.B.      | Congrégation de saint Basile                                       | Basiliens                  | Congregatio a Sancto Basilio                                                                        |
| C.S.C       | Congrégation de la Sainte-Croix                                    | Crucistes                  | Congregatio a Sancta Cruce                                                                          |
| C.S.C       | Congrégation de Sainte-Catherine                                   |                            | Congregatio Sanctæ Catharinæ                                                                        |
| C.S.A.C     | Sœurs de l'apostolat catholique                                    |                            | Congregatio Sororum Apostolatus Catholici                                                           |
| C.S.D.P     | Sœurs du Bon Pasteur de la Divine Providence                       | Pastourelles               | Congregationis Sororum Divini Pastoris a Providentia Divina                                         |
| C.S.F       | Congrégation de la Sainte Famille de Bergame                       |                            | Congregatio a Sacra Familia                                                                         |
| C.S.F.A     | Franciscaines des affligés                                         |                            | Congregatio Sororum Franciscalium ab Afflictis                                                      |
| C.S.F.B     | Sœurs de la Famille de Béthanie                                    |                            | Congregatio Sororum Familæ Betanensis                                                               |
| C.S.F.N     | Sœurs de la Sainte Famille de Nazareth                             |                            | Congregatio Sororum Sacræ Familiæ de Nazareth                                                       |
| C.S.G       | Sœurs de Saint-Joseph de Chambéry                                  |                            | |
| C.S.I       | Congrégation de saint Joseph                                       | Joséphites                 | Congregatio Sancti Iosephi                                                                          |
| C.S.I.C     | Sœurs de l'Immaculée Conception de la Bienheureuse Vierge Marie    | Niepokalanki               | Congretationis Sororis Immaculatæ Conceptionis Beatæ Mariæ Virginis                                 |
| C.S.J       | Sœurs de Saint Joseph de Lyon                                      |                            | |
| C.S.J       | Sœurs de Saint Joseph de Coni                                      |                            | |
| C.S.J       | Communauté Saint Jean                                              |                            | |
| C.S.J       | Carmel Saint-Joseph                                                |                            | |
| C.S.J       | Carmélites de saint Joseph (Santa Tecla)                           |                            | Congregationis sororum Carmelitarum a Sancto Ioseph                                                 |
| C.S.L       | Sœurs de la Bienheureuse Vierge Marie de Lorette                   | Loretanki                  | Congregatio Sororum Beatæ Mariæ Lauretanæ                                                           |
| C.S.M       | Sœurs compassionistes servites de Marie                            |                            | Congregationis Servarum Mariæ Compassionistarum                                                     |
| C.S.M       | Communauté Saint Martin                                            |                            | Communitas Sancti Martini                                                                           |
| C.S.M.A     | Congrégation de Saint Michel Archange                              | Michaëlites                | Congregatio Sancti Michaëlis Archangeli                                                             |
| C.S.N.I     | Sœurs du saint Nom de Jésus                                        |                            | Congregatio Sororum Nominis Iesu                                                                    |
| C.S.P       | Société missionnaire de Saint-Paul-Apôtre                          | Paulistes                  | Societas Sacerdotum Missionariorum a Sancto Paulo Apostolo                                          |
| C.S.P       | Sœurs Conceptionnistes au service des pauvres                      |                            | |
| C.S.R       | Sœurs du Rédempteur                                                |                            | Congregatio Sororum a Sancto Redemptore                                                             |
| C.S.S       | Congrégation des saints stigmates de Notre Seigneur Jésus-Christ   | stigmatins                 | Congregatio a Sacris Stigmatibus Domini Nostri Iesus Christi                                        |
| C.S.S       | Chanoinesses du Saint-Esprit                                       |                            | Congregatio Sororum Canonissarum Spiritus Sancti de Saxia                                           |
| C.S.S.E     | Sœurs de Sainte Élisabeth                                          |                            | Congregatio Sororum a Sancta Elisabeth                                                              |
| C.S.S.F     | Sœurs de Saint Félix de Cantalice                                  | Féliciennes                | Congregatio Sororum Sancti Felicis de Cantalice Tertii Ordinis Regularis Sancti Francisci Seraphici |
| C.S.S.H     | Sœurs de sainte Edwige                                             |                            | Congregatio Sororum S. Hedvigis                                                                     |
| C.S.S.J     | Sœurs de Saint Joseph de Cracovie                                  | Józefitki                  | Congregationis Sororum Sancti Ioseph                                                                |
| C.S.S.J     | Sœurs de Saint Joseph époux de la Bienheureuse Vierge Marie        |                            | Congregatio Sororum Sancti losephi Sposi Beatae Mariae Virginis                                     |
| C.S.S.M     | Sœurs de Sainte Marthe de Vintimille                               |                            | Congregatio Sororum Sanctæ Marthæ                                                                   |
| C.S.S.T     | Sœurs trinitaires de Valence                                       |                            | Sororum Caritatis et Institutionis Christianae                                                      |
| C.S.Sp      | Congrégation du Saint-Esprit                                       | Spiritains                 | Congregatio Sancti Spiritus                                                                         |
| C.S.S.G.B   | Sœurs de saint Jean Baptiste                                       |                            | Sorores Sancti Ioannis Baptistæ                                                                     |
| C.S.S.M.A   | Sœurs de Saint Michel Archange                                     | Michaëlites                | Sororum a Sancto Michaele Archangelo                                                                |
| C.Ss.R.     | Congrégation du Très Saint Rédempteur                              | Rédemptoristes             | Congregatio Sanctissimi Redemptoris                                                                 |
| C.S.T.F     | Carmélites de Sainte Thérèse de Florence                           |                            | Sororum Tertii Ordinis Sanctæ Teresiæ a Iesu                                                        |
| C.S.V       | Clercs de Saint-Viateur                                            | Viatoriens                 | Clericorum Parochialium seu Catechistarum S. Viatoris                                               |
| C.T.S.J     | Carmélites Thérèsiennes de saint Joseph                            |                            | Congregationis Sororum Carmelitarum Teresianarum A Sancto Ioseph                                    |

## D
| Abbr.   | Nom officiel                                                    | Nom commun     | Nom en latin                                                                    |
| ------- | --------------------------------------------------------------- | -------------- | ------------------------------------------------------------------------------- |
| D.A     | Dominicaines de l'Annonciation                                  |                | Congregatio Incarnationis Dominicæ Sororum Tertii Ordinis S. Dominici           |
| d.B.P   | Filles de Marie, Mère de la Divine Providence et du Bon Pasteur |                | Congregatio Filiarum Mariae SS.mae Matris Divinae Providentiae et Boni Pastoris |
| D.C     | Prêtres de la doctrine chrétienne                               | Doctrinaires   | Congregatio Patrum Doctrinæ Christianæ                                          |
| D.C     | Sœurs de la doctrine chrétienne de Nancy                        |                |                                                                                 |
| D.G.E   | Sœurs disciples de Jésus Eucharistie                            |                | Congregatio Sororum Discipularum a Iesu Eucharistico                            |
| D.M.A   | Dominicaines missionnaires adoratrices                          |                |                                                                                 |
| D.M.B   | Filles de Marie                                                 | Bannabikira    |                                                                                 |
| D.M.C   | Dominicaines missionnaires des campagnes                        |                |                                                                                 |
| D.M.J   | Filles de Marie et de Joseph                                    | Dames de Marie |                                                                                 |
| D.M.S.F | Dominicaines missionnaires de la Sainte Famille                 |                |                                                                                 |
| D.O.L.C | Filles de Notre-Dame de la Compassion                           |                |                                                                                 |
| D.S.A   | Filles de Sainte Anne de Ranchi                                 |                |                                                                                 |
| D.S.C.S | Dominicaines de Sainte Catherine de Sienne du Portugal          |                | Congregatio Lusitanae Sororum Dominicanarum a Sancta Catharina Senensi          |
| D.S.E   | Dominicaines du Saint Esprit                                    |                |                                                                                 |
| D.S.T   | Filles de Sainte Thérèse                                        |                |                                                                                 |

## E
| Abbr.   | Nom officiel                                           | Nom commun                 | Nom en latin                                                                |
| ------- | ------------------------------------------------------ | -------------------------- | --------------------------------------------------------------------------- |
| E.C.J   | Servantes du Cœur de Jésus de Córdoba                  |                            | Instituti Sororum Ancillarum a Corde Iesu                                   |
| E.C.M.C | Ermites camaldules du Mont Corona                      |                            | Congregatio eremitarum camaldulensium Montis Coronæ                         |
| E.F     | Filles de l'Église                                     |                            | Congregationis Filiarum Ecclesiæ                                            |
| E.M.I   | Servantes de Marie Immaculée, filles de Sainte Thérèse | Protectrices des ouvrières | Congregationis Sororum Ancillarum Mariæ Immaculatæ Protectricum Operariarum |
| E.P     | Société cléricale Virgo Flos Carmeli                   |                            | Societas clericalis Virgo Flos Carmeli                                      |

## F
| Abbr.      | Nom officiel                                            | Nom commun               | Nom en latin                                                                        |
| ---------- | ------------------------------------------------------- | ------------------------ | ----------------------------------------------------------------------------------- |
| F.A.M      | Fils de l'Amour miséricordieux                          |                          | Congregatio Filiorum Amoris Misericordis                                            |
| F.B.C      | Franciscaines de Notre Dame du Bon Conseil              |                          |                                                                                     |
| F.B.M.V.A  | Franciscaines de la Bienheureuse Vierge Marie des Anges |                          | Sorores Franciscanæ Beatæ Mariæ Virginis Angelorum                                  |
| F.C        | Frères de la charité de Gand                            |                          | Fratres Caritate                                                                    |
| F.C.C      | Franciscaines clarisses                                 |                          | Clarissarum Tertii Ordinis S. Francisci                                             |
| F.C.I.M    | Franciscaines missionnaires du Cœur immaculé de Marie   |                          | Congregatio Sororum Franciscanæ Missionariæ a Corde Immaculatæ Beatæ Mariæ Virginis |
| F.C.J      | Fidèles compagnes de Jésus                              |                          | Societatis Fidelium Sociarum Jesu                                                   |
| F.C.L      | Franciscaines de la Croix du Liban                      |                          | Congregationis Sororum Franciscanarum a Cruce de Libano                             |
| F.C.M      | Filles du Cœur de Marie                                 |                          | Filiæ Cordis Mariæ                                                                  |
| F.C.M      | Filles du Cœur très pur de Marie                        |                          | Congregatio Sororum Filiarum Purissimi Cordis Beatae Mariae Virginis                |
| F.C.P.P.S  | Filles de la charité du Très Précieux Sang              |                          | Filiarum a Caritate Pretiosissimi Sanguinis                                         |
| F.C.R      | Filles du Christ-Roi                                    |                          | Congregatio Filiarum Christi Regis                                                  |
| F.C.S.C.J  | Filles de la charité du Sacré-Cœur de Jésus             |                          |                                                                                     |
| F.d.C      | Filles de la charité de Saint-Vincent-de-Paul           |                          | Societas Filiarum Caritatis a S. Vincentio de Paulo                                 |
| F.d.C      | Filles du Crucifix                                      |                          |                                                                                     |
| F.D.C      | Filles de la charité divine                             |                          | Congregatio Filiæ Divinæ Caritatis                                                  |
| F.D.C      | Filles de la Croix de Palerme                           |                          | Congregatio Filiarum a Cruce                                                        |
| F.d.C.C    | Filles de la charité canossiennes                       | Canossiennes             | Institutum Filiarum a Charitate                                                     |
| F.C.J      | Filles du Cœur de Jésus                                 |                          | Societatis Filiarum S. Cordis Jesu                                                  |
| F.d.G      | Filles de Jésus de Vérone                               |                          | Congregationis Filiarum a Iesu                                                      |
| F.D.L.C    | Filles de la Croix de Saint-André                       |                          |                                                                                     |
| F.d.L.P    | Filles de la Providence de Saint-Brieuc                 |                          |                                                                                     |
| F. d. L. S | Filles de la sagesse                                    |                          | Institutum Filiarum a Sapientia                                                     |
| F.D.M      | Filles de Notre Dame de la Miséricorde                  |                          | Filiarum Dominæ Nostræ a Misericordia                                               |
| F.d.O      | Filles de l'Oratoire                                    |                          | Filiarum ab Oratorio                                                                |
| F.D.P      | Petite œuvre de la divine providence                    |                          | Congregatione Parvi Operis a Divina Providentia                                     |
| F.D.P      | Filles de la divine providence de Rome                  |                          | Instituti Filiarum a Divina Providentia                                             |
| F.d.P.S.M  | Filles de la Providence pour les sourds-muets           |                          |                                                                                     |
| F.D.S      | Franciscaines du Seigneur de la Cité                    |                          | Congregatio Sororum Franciscalium a Domino Civitatis                                |
| F.D.Z      | Filles du Divin Zèle                                    |                          | Filiarum a Divino Zelo                                                              |
| F.G.C      | Filles de saint Joseph de Caburlotto                    |                          | Instituti Filiarum a S. Ioseph                                                      |
| F.H.I.C    | Franciscaines hospitalières de l'Immaculée Conception   |                          | Congregationis Sororum Franciscalium Hospitalariarum ab Immaculata Conceptione      |
| F.H.M      | Franciscaines filles de la Miséricorde                  |                          | Congregatio Sororum Franciscalium Filiarum Misericordiæ                             |
| F.I        | Filles de Jésus                                         |                          | Filias Iesu                                                                         |
| F.I.C      | Filles de l'Immaculée Conception de Buenos Aires        |                          | Instituto Sororum Filiarum Immaculatae Conceptionis Bonaerensium                    |
| F.I.C      | Franciscaines de l'Immaculée Conception de Graz         |                          | Congregatio Sororum Scholarum Graecensium III Ordinis S. Francisci                  |
| F.J        | Filles de Jésus (de Kermaria)                           | Sœurs de Kermaria        |                                                                                     |
| F.M.A      | Filles de Marie-Auxiliatrice                            | Salésiennes de Don Bosco | Congregatio Filiarum Mariæ Auxiliatricio                                            |
| F.M.A      | Filles de Marie de l'Assomption                         |                          |                                                                                     |
| F.M.C      | Filles de la Miséricorde et de la Croix                 |                          |                                                                                     |
| F.M.D      | Sœurs Philippiennes de Notre Dame des Douleurs          |                          | Congregationis Philippensium Filiarum Mariae Perdolentis                            |
| F.M.D.A    | Filles de Notre-Dame du Divin Amour                     |                          |                                                                                     |
| F.M.D.C    | Franciscaines missionnaires du Christ                   |                          | Sororum Franciscalium Missionariarum Christi                                        |
| F.M.H      | Filles de Notre Dame du Jardin                          | Gianellines              | Congregatio Filiarum Mariæ Sanctissimæ ab Horto                                     |
| F.M.I      | Fils de Marie Immaculée (Chavagnes)                     | Pères de Chavagnes       | Filiorum B. M. V. Immaculatæ                                                        |
| F.M.I      | Fils de Marie immaculée (Brescia)                       | Pavoniens                | Filiorum Mariæ Immaculatæ                                                           |
| F.M.I      | Filles de Marie Immaculée                               | Sœurs marianistes        | Filiarum Mariæ Immaculatæ                                                           |
| F.M.I      | Franciscaines de Marie Immaculée                        |                          | Congregationis Sororum Franciscanarum Mariæ Immaculatæ                              |
| F.M.M      | Franciscaines missionnaires de Marie                    |                          |                                                                                     |
| F.M.M      | Filles missionnaires de Marie                           |                          | Instituti Sororum Filiarum Mariae Missionalium                                      |
| F.M.M.A    | Frères de la Miséricorde de Marie-Auxiliatrice          |                          | Fratres Misericordiæ Mariæ Auxiliatricis                                            |
| F.M.M.D.P  | Franciscaines missionnaires de la Mère du Divin Pasteur |                          | Sororum Tertiariarum Franciscalium Matris Divini Pastoris                           |
| F.M.M.E    | Filles de Marie, mère de l'Église                       |                          | Congregationis Sororum Filiarum Mariæ Matris Ecclesiæ                               |
| F.M.N.D    | Franciscaines missionnaires de Notre-Dame               |                          |                                                                                     |
| F.M.S      | Frères maristes                                         |                          | Fratrum Maristarum a Scholis                                                        |
| F.M.S.C    | Franciscaines missionnaires du Sacré Cœur               |                          |                                                                                     |
| F.N        | Congrégation de la Sainte Famille de Nazareth           | Piamartins               | Congregatio Sacræ Familiæ a Nazareth                                                |
| F.N.D.D    | Filles de Notre-Dame des Douleurs                       |                          |                                                                                     |
| F.N.S.M.C  | Filles de Notre-Dame du Mont Calvaire                   |                          | Congregationis Filiarum Dominæ Nostræ a Monte Calvario                              |
| F.N.S.P    | Filles de Notre Dame de la Piété                        |                          |                                                                                     |
| F.P.S.G.C  | Filles pauvres de saint Joseph Calasanz                 | Calasanctiennes          | Congregationis Filiarum Pauperum a S. Iosepho Calasanctio                           |
| F.S.A      | Filles de Sainte Anne                                   |                          | Filiarum a Sancta Anna                                                              |
| F.S.C      | Frères des écoles chrétiennes                           | Lassaliens               | Fratres Scholarum Christianarum                                                     |
| F.S.C      | Filles de Saint Camille                                 |                          | Congregatio Filiarum Sancti Camilli                                                 |
| F.S.C      | Franciscaines servantes de la Croix                     |                          | Sorores Franciscales Ancillae Crucis                                                |
| F.S.C.G    | Filles du Sacré Cœur de Jésus de Verzeri                |                          | Institutum Filiarum Sacratissimi Cordis Jesu                                        |
| F.S.E      | Filles du Saint-Esprit                                  |                          |                                                                                     |
| F.S.F.M    | Franciscaines de Sainte Philippa Mareri                 |                          | Congregatio Filiarum Sancti Francisci Salesii                                       |
| F.S.F.S    | Filles de Saint François de Sales                       |                          |                                                                                     |
| F.S.G      | Filles de Saint Joseph de Genoni                        |                          | Congregatio Sororum Filiarum a S. Ioseph                                            |
| F.S.G.C    | Frères de saint-Joseph-Benoît Cottolengo                |                          | Fratrum a Sancto Benedicto Iosepho Cottolengo                                       |
| F.S.M      | Franciscaines servantes de Marie                        |                          |                                                                                     |
| F.S.M.L    | Filles de Sainte Marie de Leuca                         |                          |                                                                                     |
| F.S.M.P    | Filles de Sainte Marie de la Divine Providence          | Guanélliennes            | Congregatio Filiarum a Sancta Maria Providentiæ                                     |
| F.S.M.P    | Filles de Sainte Marie de la Présentation               | Sœurs de Broons          |                                                                                     |
| F.S.P      | Filles de Saint-Paul                                    |                          | Pia Societas Filiarum Sancti Pauli                                                  |
| F.S.P.A    | Franciscaines de l'Adoration perpétuelle                |                          |                                                                                     |
| F.S.S.P    | Fraternité sacerdotale Saint-Pierre                     |                          | Fraternitas Sacerdotalis Sancti Petri                                               |
| F.S.S.P.X  | Fraternité sacerdotale Saint-Pie-X                      | Lefebvristes             | Fraternitas Sacerdotalis Sancti Pii X                                               |
| F.S.V.F    | Fraternité Saint-Vincent-Ferrier                        |                          | Fraternitas Sancti Vincentii Ferreri                                                |

## H
| Abbr.     | Nom officiel                                       | Nom commun                | Nom en latin                                                   |
| --------- | -------------------------------------------------- | ------------------------- | -------------------------------------------------------------- |
| H.A       | Petites sœurs de l'Annonciation                    |                           | Congregatio Parvarum Sororum Ab Annunciatione                  |
| H.A.C.C   | Sœurs apostoliques du Christ Crucifié              |                           | Sororum Apostolicarum a Christo Crucifixo                      |
| H.A.D     | Petites Sœurs des personnes âgées abandonnées      |                           | Congregatio Parvarum Sororum Senium Derelictorum               |
| H.C.C     | Sœurs de la compagnie de la Croix                  |                           | Societatis Sororum a Cruce                                     |
| H.C.C.J   | Sœurs de la charité du Sacré-Cœur de Jésus         |                           | Congregationis sororum a Caritate Sacri Cordis Iesu            |
| H.C.C.S   | Sœurs de la charité du cardinal Sancha             |                           | Sorores Caritatis Cardinalis Sancha                            |
| H.C.G     | Sœurs catéchistes guadalupéennes                   |                           | Instituti Sororum Catechistarum de Guadalupe                   |
| H.C.S.A   | Sœurs de la charité de sainte Anne                 |                           | Sororum a Caritate Sanctæ Annæ                                 |
| H.C.S.C.J | Carmélites du Sacré-Cœur de Jésus                  | Carmélites de Malaga      |                                                                |
| H.C.S.J   | Carmélites de saint Joseph (Barcelone)             |                           | Congregatio sororum Carmelitarum a Sancto Ioseph               |
| H.D.S     | Filles du Divin Sauveur                            |                           | Institutum Filiarum Divini Salvatoris                          |
| H.F.I     | Franciscaines de l'Immaculée Conception de Valence |                           | Congregationis Sororum Franciscalium ab Immaculata             |
| H.F.I.C   | Franciscaines de l'Immaculée Conception (Mexique)  |                           | Sororum Franciscalium ab Immaculata Conceptione                |
| H.F.P.C   | Franciscaines de la Très Pure Conception           |                           |                                                                |
| H.F.S.C   | Franciscaines des Sacrés Cœurs d'Antequera         | Franciscaines d'Antequera | Congregationis Tertiariarum Franciscalium a Sacris Cordibus    |
| H.G.N     | Hérauts de la Bonne Nouvelle                       |                           | Societas Præconum Bonæ Notitiæ                                 |
| HH.TT     | Sœurs trinitaires de Madrid                        |                           | Congregatio sororum Sanctissimae Trinitatis                    |
| H.J       | Sœurs de saint Joseph de Mexico                    |                           |                                                                |
| H.J.N.F   | Franciscaines hospitalières de Jésus le Nazaréen   | Franciscaines Nazaréennes | Sororum Franciscanarum Hospitalariarum a Iesu Nazareno         |
| H.M.I.G   | Filles de Marie Immaculée de Guadalupe             |                           | Instituti Sororum Mariae Immaculatae de Guadalupe              |
| H.M.S.S   | Sœurs mercédaires du Saint Sacrement               |                           | Congregatio Sororum Mercedariarum a SS.mo Sacramento           |
| H.P.M     | Petites Sœurs des pauvres de Maiquetía             |                           | Congregationis Parvarum Servarum Pauperum de Maiquetia         |
| H.P.S.P.C | Petites sœurs des pauvres de saint Pierre Claver   |                           | Congregatio sororum a pauperibus sancti Petri Claver           |
| HH.SS.CC  | Filles des Sacrés Cœurs de Jésus et de Marie       |                           | Institutum Filiarum Sacrorum Cordium Iesu et Mariæ             |
| H.S.C     | Sœurs hospitalières du Sacré-Cœur de Jésus         |                           | Congregationis Sororum Ospitalarium a Sanctissimi Cordis Jesus |
| H.S.C.J   | Filles du Sacré Cœur de Jésus de Guadalajara       |                           | Congregationem Sororum Filiarum Sacri Cordis Iesu              |
| H.S.J     | Filles de Saint Joseph, protectrices de l'enfance  |                           |                                                                |
| H.T.C.F.S | Sœurs tertiaires capucines de la Sainte Famille    | Amigoniennes              | Sororum Tertiariarum Capulatarum a S. Familia                  |
| H.T.F     | Franciscaines du troupeau de Marie                 |                           |                                                                |
| H.T.M.F   | Missionnaires franciscaines                        |                           | Sororum Franciscalium missionariarum de Argentina              |
| H.V.M.M.C | Sœurs de la Vierge Marie du Mont Carmel            |                           | Congregatio Sororum a Virgine Maria de Monte Carmelo           |

## I
| Abbr.           | Nom officiel                                             | Nom commun                         | Nom en latin                                                        |
| --------------- | -------------------------------------------------------- | ---------------------------------- | ------------------------------------------------------------------- |
| I.A.N.S.P       | Sœurs auxiliatrices de Notre-Dame de Pitié               |                                    |                                                                     |
| I.B.M.V         | Institut de la Bienheureuse Vierge Marie                 | Sœurs de Lorette                   | Institutum Beatae Mariae Virginis                                   |
| I.C             | Institut de la Charité                                   | Rosminiens                         | Institutum Charitatis                                               |
| I.C             | Sœurs minimes de la charité de Notre Dame des Douleurs   |                                    | Congregatio Sororum Minimarum Caritatis Deiparae Perdolentis        |
| I.C.D.S         | Sœurs de l'institut catéchiste Dolores Sopeña            |                                    | Sororum instituti catecheseos tradendæ                              |
| I.C.H.D.P       | Filles de la Divine Bergère, Institut Calasanz           |                                    | Sororum Calasanctianarum                                            |
| I.C.M           | Sœurs du Cœur Immaculé de Marie de Porto Alegre          |                                    | Congregatio Sororum ab Immaculato Corde Mariæ                       |
| I.C.R.S.P.      | Institut du Christ Roi Souverain Prêtre                  |                                    | Institutum Christi Regis Summi Sacerdotis                           |
| I.C.N           | Institut Chemin Neuf                                     |                                    | Institutum Novum Iter                                               |
| I.D.A           | Augustines du Divin Amour                                | Sœurs du Divin Amour               | Congregatio Sororum Divini Amoris                                   |
| I.F.N.S.V       | Franciscaines de Notre-Dame des Victoires                | Sœurs Victoiriennes                | Congregationis Sororum Sancti Francisci a Domina Nostra Victoriarum |
| I.H.M           | Servantes du Cœur Immaculé de Marie de Monroe            |                                    |                                                                     |
| I.H.M           | Servantes du Cœur Immaculé de Marie de Immaculata        |                                    |                                                                     |
| I.H.M           | Servantes du Cœur Immaculé de Marie de Scranton          |                                    |                                                                     |
| I.J.M.J         | Sœurs de l'Institut de Jésus, Marie et Joseph            |                                    | Instituti Sororum a Iesu Maria et Ioseph                            |
| I.J.S           | Sœurs de l'Enfant-Jésus                                  |                                    | Congregatio sororum a Jesu Infante                                  |
| I.M             | Sœurs de Sainte Marcelline                               |                                    | Sororum a Sancta Marcellina                                         |
| I.M.C           | Missionnaires de la Consolata                            |                                    | Institutum missionum a Consolata                                    |
| I.M.E.Y (M.X.Y) | Institut des missions étrangères de Yarumal              | Missionnaires Xavériens de Yarumal | Institutum Yarumalense pro missionibus ad exteras gentes            |
| I.N.S.L         | Sœurs de l'Immaculée Conception de Notre Dame de Lourdes |                                    |                                                                     |
| I.P.M.M.I       | Petites Missionnaires de Marie Immaculée                 |                                    |                                                                     |
| I.S.C           | Sœurs du Sacré Cœur de Raguse                            |                                    | Institutum Sororum a S. Corde                                       |
| I.S.D.C         | Sœurs de Sainte Dorothée de Cemmo                        |                                    | Congregatio Sororum a Sancta Dorothea Cemmensium                    |
| I.S.F           | Sœurs de la Sainte Famille de Bergame                    |                                    | Congregatio Sororum a Sacra Familia                                 |
| I.S.F           | Sœurs de la Sainte Famille de Savillan                   |                                    | Sororum Sacræ Familiæ Saviliani                                     |
| I.S.M           | Sœurs de la Miséricorde de Vérone                        |                                    | Sorores a Misericordia Veronenses                                   |
| I.S.M.C         | Sœurs missionnaires de la Consolata                      |                                    | Institutum Sororum Misionariæ a Consolata                           |
| I.V.E           | Institut du Verbe incarné                                |                                    | Institutum Verbum Incarnatum                                        |

## J
| Abbr. | Nom officiel                          | Nom commun | Nom en latin                                   |
| ----- | ------------------------------------- | ---------- | ---------------------------------------------- |
| J.S.T | Sœurs Joséphines de la Sainte Trinité |            | Instituti sororum Iosephinarum a SS. Trinitate |

## M
| Abbr.       | Nom officiel                                                                | Nom commun                | Nom en latin                                                                            |
| ----------- | --------------------------------------------------------------------------- | ------------------------- | --------------------------------------------------------------------------------------- |
| M.A         | Sœurs de Marie Auxiliatrice                                                 |                           | Societatis Mariæ Auxiliatricis                                                          |
| M.Afr       | Société des missionnaires d’Afrique                                         | Pères blancs              | Missionarii Africæ                                                                      |
| M.A.R       | Augustines récollettes missionnaires                                        |                           | Missionariarum Augustinianarum Recollectarum                                            |
| M.C         | Sœurs missionnaires filles du Cœur de Marie                                 |                           | Congregatio Missionariae Filiae Cordis Mariae                                           |
| M.C         | Sœurs de la charité de Notre-Dame de la Merci                               |                           | Congregatio Sororum a Caritate B.M.V. de Mercede                                        |
| M.C         | Missionnaires clarisses du saint Sacrement                                  |                           | Congregationum Missionariarum Clarissarum a SS.mo Sacramento                            |
| M.C         | Missionnaires de la Charité                                                 |                           | Congregatio Sororum Missionarium Caritatis                                              |
| M.C.B.S     | Missionnaire du Saint Sacrement                                             |                           | Congregatio Missionalis Sanctissimo à Sacramento                                        |
| M.C.C.I     | Missionnaires comboniens du Sacré-Cœur                                      | Comboniens                | Missionarii Comboniani Cordis Iesu                                                      |
| M.Ch.R      | Sœurs missionnaires du Christ Roi pour immigrants Polonais                  |                           | Congregatio Sororum Missionariarum Christi Regis pro Emigrantibus Polonis               |
| M.C.I       | Sœurs missionnaires croisées de l'Église                                    |                           | Cruciatarum Ecclesiæ Missionariarum                                                     |
| M.C.M.I     | Sœurs missionnaires de la Charité de Marie Immaculée                        |                           | Congregatio Missionariarum a Caritate Mariae Immaculatae                                |
| M.C.R       | Sœurs missionnaires du Christ Roi                                           |                           |                                                                                         |
| M.C.S.C     | Sœurs maîtresses catholiques du Sacré-Cœur                                  |                           |                                                                                         |
| M.C.S.C     | Sœurs missionnaires catéchistes du Sacré-Cœur                               |                           | Congregatio Sororum Catholicarum Magistrarum a Sacro Corde Iesu                         |
| M.C.S.T     | Sœurs missionnaires catéchistes de Sainte Thérèse de l'Enfant Jésus         |                           | Congregatio Missionarium Catechistarum Sanctae Teresiae a Iesu Infante                  |
| M.D         | Mères des abandonnés et de saint Joseph de la montagne                      |                           | Institutum Sororum Matrum Derelictorum                                                  |
| M.D.P       | Missionnaires de la Plaine                                                  |                           |                                                                                         |
| M.D.R       | Sœurs missionnaires dominicaines du Saint-Rosaire                           |                           | Missionariæ Dominicanæ a Sacratissimo Rosario                                           |
| M.D.R       | Missionnaires de la Divine Rédemption                                       |                           | Congregatio Missionariorum a Divina Redemptione                                         |
| M.d.S       | Sœurs de l'union de sainte Catherine de Sienne des missionnaires des écoles |                           | Unionis a S. Catharina Senensis Missionariarum a Schola                                 |
| M.E.N       | Missionnaires eucharistiques de Nazareth                                    |                           | Congregatio Sororum Missionariarum Eucaristicarum a Nazareth                            |
| M.E.P       | Missions étrangères de Paris                                                |                           | Societas Parisiensis missionum ad exteras gentes                                        |
| M.E.SS.T    | Sœurs missionnaires eucharistiques de la Sainte Trinité                     |                           | Congregatio Missionariarum Eucharisticarum a Sanctissima Trinitate                      |
| M.F.V.I     | Sœurs missionnaires franciscaines du Verbe Incarné                          |                           |                                                                                         |
| M.G         | Institut de Notre Dame de Guadalupe pour les missions étrangères            | Missionnaire de Guadalupe | Institutum a Sancta Maria de Guadalupe pro Exteris Missionibus                          |
| M.G.Sp.S    | Sœurs missionnaires guadalupéennes du Saint Esprit                          |                           | Missionariarum Guadalupensium a Spiritu Sancto                                          |
| M.H.M       | Société des missionnaires de Saint Joseph                                   | Pères de Mill Hill        | Societas Missionarium Sancti Josephi                                                    |
| M.H.P.V.M   | Filles missionnaires de la Très Pure Vierge Marie                           |                           | Congregationis Missionariarum Filiarum Purissimæ Virginis Mariæ                         |
| M.H.S.F.N   | Filles missionnaires de la Sainte Famille de Nazareth                       |                           |                                                                                         |
| M.I         | Ordre des Clercs réguliers pour les malades                                 | Camilliens                | ordo clericorum regularium Ministrantium Infirmis                                       |
| M.I.C       | Marianistes de l'Immaculée Conception                                       | Marianistes               | Marianorum ab Immaculata Conceptionis B.V.M                                             |
| M.I.C       | Sœurs missionnaires de l'Immaculée-Conception                               |                           |                                                                                         |
| M.I.N       | Sœurs minimes de Notre-Dame des Douleurs                                    |                           | Institutum Sororum Minimarum a Virgine Perdolente                                       |
| M.I.S.A.M.I | Sœurs missionnaires du Saint Sacrement et de Marie Immaculée                |                           | Instituti Missionariarum a Ss.mo Sacramento et a Beata Maria Virgine Immaculata         |
| M.J         | Missionnaires de saint Joseph                                               |                           | Societas Missionariorum a S. Joseph                                                     |
| M.M         | Missions étrangères catholiques d'Amérique                                  | Pères de Maryknoll        | Societas de Maryknoll pro missionibus exteris                                           |
| M.M         | Dominicaines de Maryknoll                                                   |                           |                                                                                         |
| M.M.B       | Sœurs mercédaires missionnaires                                             |                           | Instituti Missionariarum Beatæ Mariæ Virginis a Mercede                                 |
| M.M.D       | Société des missionnaires de la miséricorde divine                          |                           |                                                                                         |
| M.M.L       | Missionnaires de Marie Immaculée et de Sainte Catherine de Sienne           |                           | Congregatio Sororum B.M.V. Immaculatæ et Sanctæ Catharinæ Senensis                      |
| M.N.M       | Missionnaires de la Nativité de Marie                                       |                           | Congregatio Missionariorum Nativitatis Mariæ                                            |
| M.O         | Aumôniers du Travail                                                        |                           | Institutum Missionariorum Opificum                                                      |
| M.O         | Sœurs missionnaires oblates du Sacré Cœur et de Marie Immaculée             | Oblates de Saint-Boniface |                                                                                         |
| M.P         | Sœurs minimes de la Passion du Christ                                       |                           | Sororum Minimarum a Passione Domini Nostri Iesu Christi                                 |
| M.P.d.A     | Maîtresses pieuses de la Vierge des Douleurs                                |                           | Congregatio Magistrarum Piarum a Beata Maria Virgine Perdolente                         |
| M.P.F       | Pieuses Maîtresses Filippini                                                |                           | Institutum Magistrarum Piarum Filippini                                                 |
| M.P.V       | Pieuses Maîtresses Venerini                                                 |                           | Magistrarum Piarum Venerini                                                             |
| M.S         | Missionnaires de Notre-Dame de la Salette                                   | Salettins                 | Missionarii Dominæ Nostræ a La Salette                                                  |
| M.S.A       | Société des missionnaires des Saints Apôtres                                |                           | Societas clericalis sanctorum apostolorum pro missionibus                               |
| M.S.A       | Sœurs missionnaires d'Ajmer                                                 |                           |                                                                                         |
| M.S.C       | Missionnaires du Sacré-Cœur de Jésus                                        |                           | Missionarii Sacratissimi Cordis Iesu                                                    |
| M.S.C       | Marianites de Sainte-Croix                                                  |                           |                                                                                         |
| M.S.C       | Sœurs missionnaires du Sacré-Cœur                                           |                           | Institutum Missionalium Virginum a Sacro Corde Jesu                                     |
| M.S.C       | Franciscaines minimes du Sacré-Cœur                                         |                           | Minimarum Sororum a S. Corde                                                            |
| M.S.C.J.M   | Sœurs missionnaires du Sacré-Cœur de Jésus et de Marie                      |                           | Congregatio Missionariarum a SS. Cordibus Iesu et Mariae                                |
| M.S.C.S     | Sœurs missionnaires de saint Charles Borromée                               | Scalabriniennes           | Congregatio Sororum Missionariarum a Sancte Carolo                                      |
| M.S.F       | Missionnaires de la Sainte-Famille                                          |                           | Congregatio Missionariorum a S. Familia                                                 |
| M.S.F       | Sœurs missionnaires de la Sainte-Famille                                    |                           | Congregatio Sororum Missionariarum Sanctæ Familiæ                                       |
| M.S.F.S     | Missionnaires de Saint François de Sales                                    | Fransaliens               | Missionarii S. Francisci Salesii de Annecio                                             |
| M.S.G       | Sœurs de Sainte Gemma Galgani                                               |                           | Congregationis Missionariae Sororum Sanctae Gemmae Galgani                              |
| M.S.M.H.C   | Sœurs missionnaires de Marie Secours des Chrétiens                          | Ferrandines               |                                                                                         |
| M.S.P       | Société missionnaire des Philippines                                        |                           | Societas Missionaria Philippinarum                                                      |
| M.S.S.P     | Société missionnaire de Saint Paul                                          | Paulistes                 | Missionalis Societas Sancti Pauli                                                       |
| M.S.SS.T    | Serviteurs missionnaires de la Très Sainte Trinité                          |                           | Missionariorum Servorum Sanctissimæ Trinitatis                                          |
| M.S.U       | Moines studites ukrainiens                                                  | Studites                  | Monachi e Regula Studitarum                                                             |
| M.SS.CC     | Missionnaires des Sacrés Cœurs de Jésus et de Marie de Majorque             | Missionnaires de Randa    | Congregatio Missionariorum Sacrorum Cordium Iesu et Mariæ                               |
| M.SS.CC     | Missionnaires des Sacrés Cœurs de Jésus et de Marie                         |                           | Congregatio Missionariorum à Sacris Cordibus Jesu et Mariæ                              |
| M.V.S       | Sœurs de l'Immaculée Conception de la Bienheureuse Vierge Marie de Kaunas   |                           | Congregatio Sororum Pauperum sub titulo Immaculatae Conceptionis Beatae Mariae Virginis |

## N
| Abbr.     | Nom officiel                                       | Nom commun           | Nom en latin                                                  |
| --------- | -------------------------------------------------- | -------------------- | ------------------------------------------------------------- |
| N.D.C     | Sœurs de Notre-Dame du Calvaire                    |                      | Congregatio Sororum Dominæ Nostræ a Calvario                  |
| N.D.P.S   | Sœurs de Notre Dame du Perpétuel Secours de Québec |                      |                                                               |
| N.D.S     | Congrégation de Notre-Dame de Sion                 |                      |                                                               |
| N.D.S.C   | Sœurs de Notre Dame du Sacré Cœur                  |                      |                                                               |
| N.S.A     | Sœurs missionnaires de Notre-Dame des Apôtres      |                      |                                                               |
| N.S.C     | Sœurs de Notre Dame de la Consolation              |                      | Congregatio Sororum Dominæ Nostræ a Consolatione              |
| N.S.R.M.C | Sœurs de Notre Dame du refuge du Mont Calvaire     | Brignolines de Gênes | Congregatio Sororum Dominæ Nostræ a Refugio in Monte Calvario |

## O
| Abbr.        | Nom officiel                                                            | Nom commun                  | Nom en latin                                                                   |
| ------------ | ----------------------------------------------------------------------- | --------------------------- | ------------------------------------------------------------------------------ |
| O.A.D        | Ordre des Augustins déchaux                                             | Augustins                   | Ordo Augustiniensium Discalceatorum                                            |
| O.A.R        | Augustins récollets                                                     | Récollets                   | Ordo Augustinianorum Recollectorum                                             |
| O.B.G        | Oblates du Saint Enfant Jésus                                           |                             |                                                                                |
| O.C          | Sœurs ouvrières catéchistes de Notre Dame des Douleurs                  |                             | Congregatio Religiosarum Operariarum Catechistarum Nostrae Dominae a Doloribus |
| O.carm (O.C) | Grands carmes                                                           | Carmes & Carmélites         | Ordo Fratrum B.M.V. de Monte Carmelo                                           |
| O.Carm       | Carmélites du Corpus Christi                                            |                             |                                                                                |
| O Carm. MC.  | Carmélites de Mère Candelaria                                           |                             | Congregationis Sororum Carmelitidum Tertii Ordinis Regularis in Venetiola      |
| O.C.D        | Ordre des Carmes déchaux                                                | Carmes & Carmélites         | Ordo Fratrum Discalceatorum B.M.V. de Monte Carmelo                            |
| O.C.P.A      | Clarisses de l'Adoration Perpétuelle                                    |                             | Ordo Monialium Clarissarum a Perpetua Adoratione                               |
| O.Cr         | Chanoines réguliers de la Très Sainte-Croix de l'Étoile Rouge           | Croisiers de l'Étoile Rouge | Canonici Regulares Sanctissimae Crucis a Stella Rubea                          |
| O.C.S        | Oblates du Christ Prêtre                                                |                             |                                                                                |
| O.C.S.O      | Cisterciens de la stricte observance                                    | Trappistes                  | Ordo Cisterciensis Strictioris Observantiæ                                     |
| O.Cart       | Ordre des Chartreux                                                     | Chartreux                   | Ordo Cartusiensis                                                              |
| O.Cist       | Ordre cistercien                                                        | Cisterciens                 | Ordo cisterciensis                                                             |
| O.C.J        | Oblates du Cœur de Jésus                                                |                             | Piæ Unionis Oblatarum a Sacro Corde Iesu                                       |
| O. de M      | Ordre de Notre-Dame-de-la-Merci                                         | Mercédaires                 | Ordo Beatæ Mariæ de Mercede Redemptionis Captivorum                            |
| O.D.N        | Compagnie de Marie-Notre-Dame                                           |                             | Ordo societatis Mariæ Dominæ Nostræ                                            |
| O.D.N.C      | Ordre de Notre-Dame de Charité                                          |                             | Ordo Dominæ Nostræ de Caritate                                                 |
| O.E.S.A      | Ermites de saint Augustin                                               |                             | Ordo Eremitarum Sancti Augustini                                               |
| O.F.B        | Ordre des frères de Bethléem                                            | Bethléemites                | Ordo Fratrum Bethlemitarum                                                     |
| O.F.M        | Ordre des frères mineurs                                                | Franciscains                | Ordo Fratrum Minorum                                                           |
| O.F.M.Cap    | Frères mineurs capucins                                                 | Capucins                    | Ordo Fratrum Minorum Capuccinorum                                              |
| O.F.M.Conv   | Frères mineurs conventuels                                              | Franciscains                | Ordo Fratrum Minorum Conventualium                                             |
| O.F.M.Rec    | Frères mineurs récollets                                                | Récollets                   | Ordo Fratrum Minorum Recollectorum                                             |
| O.F.M.Réf    | Frères mineurs réformés de la stricte observance                        | Observants                  | Ordo Fratrum Minorum Strictioris Observantiæ Reformatorum                      |
| O.F.M.I      | Ursulines filles de Marie Immaculée                                     |                             | Congregatio Ursulinarum Filiarum Mariæ Immaculatæ                              |
| O.H          | Ordre hospitalier de Saint-Jean-de-Dieu                                 | Frère hospitaliers          | Ordo Hospitalarius Sancti Ioannis de Deo                                       |
| O.Hum        | Ordre des humiliés                                                      |                             | Ordo Humiliatorum                                                              |
| O.I.C        | Ordre de l'Immaculée Conception                                         | Conceptionnistes            | Ordo Inmaculatæ Conceptionis                                                   |
| O.J.S        | Oblates de Jésus Prêtre                                                 |                             | Oblatarum a Iesu sacerdote                                                     |
| O.L.M        | Ordre libanais maronite                                                 |                             | Ordo Libanensis Maronitarum                                                    |
| O.M          | Ordre des Minimes                                                       | Minimes                     | Ordo Minimorum                                                                 |
| O.M.D        | Clercs réguliers de la Mère de Dieu                                     |                             | Ordo Clericorum Regularium Matris Dei                                          |
| O.M.I        | Oblats de Marie-Immaculée                                               |                             | Congregatio Missionariorum Oblatorum B. M. V. Immaculatæ                       |
| O.M.I        | Ursulines de Marie Immaculée                                            | Ursulines de Plaisance      | Domus Sanctæ Ursulæ de Placentia                                               |
| O.M.J.M      | Œuvre missionnaire de Jésus et Marie                                    |                             | Operis Missionariæ Iesu et Mariæ                                               |
| O.M.M        | Ordre mariamite maronite                                                |                             | Ordo maronita Beatæ Mariæ Virginis                                             |
| O.M.V        | Oblats de la Vierge Marie                                               |                             | Congregatio Oblatorum Beatæ Mariæ Virginis                                     |
| O.M.V.I      | Ursulines de la Vierge Immaculée                                        | Ursulines de Gandino        |                                                                                |
| O.P          | Ordre des Prêcheurs                                                     | Dominicains                 | Ordo Fratrum Prædicatorum                                                      |
| O.P          | Sœurs de la Charité dominicaines de la Présentation                     |                             | Institutum Sorores Dominicanæ Caritatis a Præsentatione Beatæ Mariæ Virginis   |
| O.P          | Dominicaines de Béthanie                                                |                             | Congregationis Sororum Tertii Ordinis Sancti Dominici a Bethania               |
| O.P          | Sœurs de Saint Dominique de Cracovie                                    |                             | Sorores Ordinis Sancti Dominici in Polonia                                     |
| O.P          | Dominicaines de la congrégation française de Sainte Catherine de Sienne |                             |                                                                                |
| O.P          | Dominicaines filles du Saint Rosaire                                    |                             |                                                                                |
| O.Præm       | Ordre des chanoines réguliers de Prémontré                              | Prémontrés                  | Candidus et Canonicus Ordo Præmonstratensis                                    |
| Op.S.D.N     | Sœurs ouvrières de la Sainte Maison de Nazareth                         |                             | Congregatio Sororum Operariarum a S. Domo Nazaretana                           |
| O.R.C        | Chanoines réguliers de la Sainte-Croix de Coïmbre                       |                             | Ordo Canonicorum Regularium Sanctæ Crucis                                      |
| O.S.A        | Ordre de Saint-Augustin                                                 |                             | Ordo Fratum Sancti Augustini                                                   |
| O.S.A        | Sœurs de Saint Augustin de Pologne                                      |                             | Congregatio Sororum S. Augustini in Polonia                                    |
| O.S.B        | Ordre de Saint-Benoît                                                   | Bénédictins                 | Ordo Sancti Benedicti                                                          |
| O.S.B        | Bénédictines de Notre-Dame du Calvaire                                  | Calvairiennes               |                                                                                |
| O.S.B        | Bénédictines de la charité                                              |                             | Congregationis Sororum Benedictinarum a Caritate                               |
| O.S.B.Cam    | Ordre camaldule                                                         | Camaldule                   | Congregatio Camaldulensis Ordinis S. Benedicti                                 |
| O.S.B.Coel   | Ordre des Célestins                                                     | Célestins                   | Pauperes Eremite Domini Celestini                                              |
| O.S.B.Oliv   | Ordre du Mont-Olivet                                                    | Olivétains                  | Congregatio Sanctæ Mariæ Montis Oliveti                                        |
| O.S.B.Vall   | Ordre de Vallombreuse                                                   | Vallombrosains              | Congregatio Vallis Umbrosæ Ordinis Sancti Benedicti                            |
| O.S.B Virg   | Ordre de Montevergine                                                   |                             | Congregatio Montis Virginis Ordinis S. Benedicti                               |
| O.S.B.M      | Sœurs de l'ordre de Saint Basile le Grand                               | Basiliennes                 |                                                                                |
| O.S.C        | Chanoines réguliers de la Sainte-Croix                                  | Croisiers                   | Canonici Regulares Ordinis Sanctæ Crucis                                       |
| O.S.C        | Oblates du Sacré Cœur de Jésus                                          |                             | Congregatio Sororum Oblatarum Sacratissimi Cordis Iesu                         |
| O.S.C        | Ordre des Pauvres Dames                                                 | Clarisses                   | Ordo Sanctæ Claræ                                                              |
| O.S.C.Cap    | Clarisses capucines                                                     | Capucines                   | Ordo sanctæ claræ capuccinarum                                                 |
| O.S.C.Urb    | Clarisses urbanistes                                                    | Clarisses                   | Ordo Sanctæ Claræ regulæ Urbani IV                                             |
| O.S.C.M      | Ursulines du Sacré-Cœur de Marie                                        |                             |                                                                                |
| O.S.F        | Pauvres sœurs Franciscaines de l'Adoration Perpétuelle                  |                             | Sororum Pauperum Franciscalium ab Adoratione Perpetua                          |
| O.S.F        | Franciscaines missionnaires de Marie Auxiliatrice                       |                             | Sorores Franciscanæ Missionariæ Mariæ Auxiliatricis                            |
| O.S.F        | Sœurs de Saint François de Philadelphie                                 |                             |                                                                                |
| O.S.F        | Sœurs de Saint François des communautés Neumann                         |                             |                                                                                |
| O.S.F        | Franciscaines d'Allegany                                                |                             |                                                                                |
| O.S.F        | Franciscaines enseignantes du Tiers-Ordre régulier                      |                             |                                                                                |
| O.S.F        | Franciscaines de Notre-Dame du Perpétuel Secours                        |                             |                                                                                |
| O.S.F.S      | Oblates de Saint François de Sales                                      |                             | Oblati Sancti Francisci Salesii                                                |
| O.S.H        | Ordre de Saint-Jérôme                                                   | Hiéronymites                | Ordo Sancti Hieronymi                                                          |
| O.S.I        | Oblats de saint Joseph                                                  | Joséphites d'Asti           | Congregatio Oblatorum S. Ioseph, Astæ Pompejæ                                  |
| O.S.M        | Ordre des Servites de Marie                                             | Servites                    | Ordo Servorum Beatæ Virginis Mariæ                                             |
| O.S.M        | Sœurs Servites de Marie de Londres                                      |                             |                                                                                |
| O.S.P.P.E    | Ordre de Saint-Paul-Premier-Ermite                                      | Pauliens ou Paulistes       | Ordo Fratrum S. Pauli Primi Eremitæ                                            |
| O.S.R        | Oblates du Très Saint Rédempteur                                        |                             |                                                                                |
| O.Ss.R       | Ordre du Très Saint Rédempteur                                          | Rédemptoristines            | Ordo Sanctissimi Redemptoris                                                   |
| O.S.S        | Oblates du Saint-Esprit                                                 |                             | Oblatarum spiritus sancti, sororum a sancta Zita                               |
| O.SS.C       | Ursulines du saint Crucifix                                             |                             |                                                                                |
| O.S.T        | Oblates de Sainte Thérèse de l'Enfant Jésus                             |                             |                                                                                |
| O.S.U        | Ordre de Sainte-Ursule                                                  | Ursulines                   | Ordo Sanctæ Ursulæ                                                             |
| O.S.U        | Sœurs ursulines de Calvarienberg                                        |                             | Congregatione Sororum S. Ursulæ de Calvarienberg                               |
| O.SS.A       | Ordre de la Très-Sainte-Annonciation                                    | Annonciades Célestes        | Ordo Sanctissimæ Annuntiationis                                                |
| O.SS.S       | Ordre de Sainte-Brigitte                                                | Brigittines                 | Ordo Sanctissimi Salvatoris Sanctæ Brigittæ                                    |
| O.SS.T       | Ordre des Trinitaires                                                   | Trinitaires                 | Ordo Sanctissimæ Trinitatis                                                    |
| O.T          | Ordre Teutonique                                                        |                             | Ordo Teutonicus                                                                |
| O.Ann.M      | Ordre de l'Annonciation de la Vierge Marie                              | Annonciades                 | Ordo de Annuntiatione Beatæ Mariæ Virginis                                     |

## P
| Abbr.   | Nom officiel                                                      | Nom commun               | Nom en latin                                                                     |
| ------- | ----------------------------------------------------------------- | ------------------------ | -------------------------------------------------------------------------------- |
| P.A.C.R | Petites servantes du Christ-Roi                                   |                          | Congregatio Parvarum Ancillarum a Christo Rege                                   |
| P.A.M.I | Petites servantes de la Bienheureuse Vierge Marie immaculée       |                          | Congregatio Religiosa Sororum Servularum Beatissimae Mariae Virginis Immaculatae |
| P.A.S.C | Petites Servantes du Sacré-Cœur                                   |                          | Congregatio Parvarum Ancillarum a Sacro Corde                                    |
| P.B.S.J | Sœurs pauvres buenos-airiennes de saint Joseph                    |                          | Congregatio Sororum Pauperum Bonærensium a S Ioseph                              |
| P.B.V.M | Sœurs de la Présentation de la Bienheureuse Vierge Marie          | Sœurs de la Présentation | Congregatio Sororum a Praesentatione Beatae Mariae Virginis                      |
| P.F.S.G | Petites Filles de Saint-Joseph                                    |                          | Congregatio Parvarum Filiarum S. Joseph                                          |
| P.F.S.G | Pauvres filles de saint Gaétan                                    |                          | Congregatio Sororum Pauperum Filiarum S. Caietani                                |
| P.I.J   | Sœurs du Pauvre Enfant Jésus                                      |                          | Congregatio Sororum a Paupere Iesu Infante                                       |
| P.I.M.E | Institut pontifical pour les missions étrangères                  |                          | Congregatio Pontificium Institutum pro Missionibus Exteris                       |
| P.M     | Sœurs de la Présentation de Marie                                 |                          | Congregatio a Præsentatione B.M.V                                                |
| P.M.E.  | Petites missionnaires eucharistiques                              |                          | Congregatio Parvarum Missionariarum ab Eucharistia                               |
| P.O     | Société de l'oratoire de Jésus                                    | Oratorien                | Congregatio Oratorii Iesu et Mariæ                                               |
| P.O     | Pieuses ouvrières de l’Immaculée Conception                       |                          | Congregatio Sororum Piarum Operariarum ab Immaculata Conceptione                 |
| P.O.S.C | Petites ouvrières des Sacrés-Cœurs                                |                          | Congregatio Sororum Parvarum Operariarum a SS. Cordibus                          |
| PP.FF   | Petites Filles des Sacrés-Cœurs de Jésus et Marie                 |                          | Congregatio Parvarum Filiarum a Sacris Cordibus Iesu et Mariæ                    |
| P.S.A   | Servantes du Seigneur d'Ajmer                                     | sœurs Prabhudasi         |                                                                                  |
| P.S.D   | Petites sœurs dominicaines                                        |                          |                                                                                  |
| P.S.D.P | Petites Sœurs des pauvres                                         |                          | Congregatio parvarum Sororum pauperum                                            |
| P.S.D.P | Pauvres serviteurs de la Divine Providence                        |                          | Congregatio Pauperes Servi Divinæ Providentiæ                                    |
| P.S.D.P | Pauvres servantes de la Divine Providence                         |                          | Congregatio Pauperes Servæ Divinæ Providentiæ                                    |
| P.S.D.P | Petites Sœurs de la Divine Providence                             |                          | Congregatio Sororum Parvarum a Divina Providentia                                |
| P.S.E   | Petites Sœurs de l'Évangile                                       |                          |                                                                                  |
| P.S.M.C | Petites Sœurs missionnaires de la charité                         |                          | Congregatio Parvarum Sororum Missionariarum a Caritate                           |
| P.S.O   | Petites sœurs de l'ouvrier                                        |                          |                                                                                  |
| P.S.S   | Compagnie des prêtres de Saint-Sulpice                            | Sulpiciens               | Societas presbyterorum a Sancto Sulpitio                                         |
| P.S.S.C | Petites Servantes du Sacré-Cœur de Jésus pour les pauvres malades |                          | Congregatio Parvarum Servarum a S. Corde Iesu pro infirmis pauperibus            |
| P.S.S.F | Petites Sœurs de la Sainte-Famille (Sherbrooke)                   |                          | Congregatio Parvarum Sororum a S. Familia de Sherbrooke                          |
| P.S.S.F | Petites Sœurs de la Sainte-Famille (Vérone)                       |                          | Congregatio Sororum a Sacra Familia Veronæ                                       |
| P.S.S.G | Pieuse société de saint Gaétan                                    |                          | Societas Sancti Caietani                                                         |
| P.S.S.T | Petites sœurs de Sainte Thérèse de l'Enfant Jésus                 |                          |                                                                                  |

## R
| Abbr.     | Nom officiel                                                  | Nom commun           | Nom en latin                                                            |
| --------- | ------------------------------------------------------------- | -------------------- | ----------------------------------------------------------------------- |
| R.A       | Religieuses de l'Assomption                                   |                      | Sorores ab Assumptione in Coelum Beatæ Mariæ Virginis                   |
| R.A       | Sœurs du Sacré-Cœur de Jésus et des Saints Anges              |                      | Congregationis Sororum a Sacro Corde Iesu et a Sanctis Angelis          |
| R.A.C     | Sœurs des Saints Anges gardiens                               |                      | Institutum Sororum Angelorum Custodum                                   |
| R.A.D     | Sœurs de l'Amour de Dieu                                      |                      |                                                                         |
| R.B.P     | Congrégation de Notre-Dame de Charité du Bon-Pasteur          | Sœurs du Bon Pasteur | Congregationis Sororum a Bono Pastore                                   |
| R.C       | Sœurs de Notre-Dame du Cénacle                                |                      | Sorores Dominæ Nostræ a Recessu Cænaculi                                |
| R.C.I     | Rogationistes du Cœur de Jésus                                |                      | Congregatio Rogationistarum a Corde Iesu                                |
| R.C.M     | Conceptionistes Missionnaires de l'Enseignement               |                      | Congregationem Sororum Conceptionistarum Missionariarum                 |
| R.C.S.C.J | Sœurs de la Croix du Sacré-Cœur de Jésus                      |                      |                                                                         |
| R.E       | Religieuses de l'Eucharistie                                  |                      |                                                                         |
| R.E.J     | Sœurs de l'Enfant-Jésus de Chauffailles                       |                      |                                                                         |
| R.F.M     | Franciscaines missionnaires de l'Immaculée                    |                      | Congregatio sororum Franciscalium missionariarum ab Immaculata          |
| R.F.R     | Franciscaines de Notre-Dame du Refuge                         |                      | Congregatio Sororum Franciscalium a D. N. a Refugio                     |
| R.H.S.J   | Religieuses Hospitalières de Saint-Joseph                     |                      |                                                                         |
| R.J.M     | Congrégation des religieuses de Jésus-Marie                   |                      | Congregatio Religiosarum Iesu et Mariæ                                  |
| R.M       | Franciscaines de la famille de Marie                          |                      | Congregatio Sororum Franciscalium Familiæ Mariæ                         |
| R.M       | Sœurs de sainte Marianne de Jésus                             | Marianites           | Institutum Sororum a Sancta Maria Anna a Iesu                           |
| R.M.I     | Religieuses de Marie Immaculée                                |                      | Instituti Mariæ Immaculatæ                                              |
| R.M.I     | Religieuses de Marie Immaculée missionnaires clarétines       |                      | Missionariarum Filiarum Immaculati Cordis B.V.M                         |
| R.N       | Religieuses de Nazareth                                       |                      |                                                                         |
| R.P.M     | Religieuses de la Pureté de Marie                             |                      | Congregationis Sororum a Puritate B.M. Virginis                         |
| R.R.T.T   | Sœurs Théatines de l'Immaculée Conception de la Vierge Marie  |                      |                                                                         |
| R.S.C     | Sœurs réparatrices du Sacré Cœur                              |                      | Congregationis sororum repratricum a SS. corde Iesu                     |
| R.S.C     | Sœurs de la charité d'Irlande                                 |                      | Societas Sororum Caritatis in Hibernia                                  |
| R.S.C.J   | Société du Sacré-Cœur de Jésus                                | Sœurs du Sacré-Cœur  | Societas Sacratissimi Cordis Jesu                                       |
| R.S.J     | Sœurs de Saint-Joseph du Sacré-Cœur                           |                      |                                                                         |
| R.S.J     | Sœurs du Saint Rosaire de Jérusalem des Latins                |                      | Sororum a Sancto Rosario                                                |
| R.S.J.G   | Sœurs de Saint Joseph de Gérone                               |                      | Religiosarum a Sancto Ioseph de Gerona                                  |
| R.S.R     | Sœurs de Notre Dame du saint Rosaire                          |                      | Congregationis Sororum a Domina Nostra Sancti Rosarii de Sancto Germano |
| R.S.S     | Sœurs du Saint Sacrement de Valence                           |                      | Sorores Religiosas Sanctissimi Sacramenti                               |
| R.S.V     | Réparatrices de la Sainte Face de Notre Seigneur Jésus Christ |                      | Reparatricum a Santissimo Vultu Domini Nostri Iesu Christi              |
| R.S.V     | Religieux de Saint Vincent de Paul                            |                      | Congregatio Religiosorum S. Vincentii a Paulo                           |
| R.V.M     | Religieuses de la Vierge Marie                                |                      | Congregatio Sororum a Beata Maria Virgine                               |

## S
| Abbr.           | Nom officiel                                                                 | Nom commun                           | Nom en latin                                                                                     |
| --------------- | ---------------------------------------------------------------------------- | ------------------------------------ | ------------------------------------------------------------------------------------------------ |
| S.A             | Sœurs de l'Alliance                                                          |                                      |                                                                                                  |
| S.A             | Auxiliatrices                                                                |                                      | Instituti Sororum auxiliatricum animarum in Purgatorio degentium                                 |
| S.A             | Franciscains de l'Atonement                                                  |                                      | Fratrum Adunationis Tertii Regularis Ordinis Sancti Francisci                                    |
| S.A.C           | Société de l'apostolat catholique                                            | Pallottins                           | Societas Apostolatus Catholici                                                                   |
| S.A.C           | Sœurs missionnaires de l'apostolat catholique                                |                                      | Congregatio Sororum Missionariarum Apostolatus Catholici                                         |
| S.A.C           | Sœurs de l'Ange Gardien                                                      |                                      | Sororum ab Angelo Custode                                                                        |
| S.A.I           | Servantes de l'Immaculée                                                     |                                      | Congregatio Sororum Ancillarum ab Immaculata                                                     |
| S.A.S           | Adoratrices du Saint Sacrement                                               | Sacramentines                        | Congregationis Adoratricum SS. Sacramenti                                                        |
| S.A.S.C         | Sœurs apôtres du Sacré-Cœur                                                  |                                      | Congregationis Apostolorum a Sacro Corde                                                         |
| S.B.P           | Bénédictines de la Providence                                                |                                      | Sororum Benedictinarum a Providentia                                                             |
| S.B.P.S         | Sœurs de la charité de Notre Dame du Bon et Perpétuel Secours                |                                      | Congregatio Sororum Caritatis Beatae Mariae Virginis miraculis illustris                         |
| S.B.S           | Sœurs du Saint Sacrement pour les Indiens et les Noirs                       |                                      | Institutum sororum à Sanctissimo Sacramento pro Indianis Gentibusque Coloratis                   |
| S.C             | Sœurs de la charité de Strasbourg                                            |                                      |                                                                                                  |
| S.C             | Sœurs de la charité de Cincinnati                                            |                                      |                                                                                                  |
| S.C.A           | Sœurs de la charité de l'Assomption                                          |                                      | Congregatio Sororum Caritatis ad Assumptione                                                     |
| S.C.C           | Sœurs de la charité chrétienne                                               |                                      | Congregatio Sororum Christianæ Caritatis                                                         |
| S.C.C           | Sœurs de la Croix de Chavanod                                                |                                      |                                                                                                  |
| S.C.C.G         | Sœurs de la charité de sainte Bartolomea Capitanio et sainte Vincenza Gerosa | Sœurs de Marie-Enfant                | Instituti Sororum a Caritate in Oppido Luere                                                     |
| S.C.d.S.C       | Capucines du Sacré-Cœur                                                      |                                      | Congregationis sororum capuccinarum sacri cordis                                                 |
| S.C.E           | Sœurs de la charité de Notre-Dame d'Évron                                    |                                      |                                                                                                  |
| Sch.P           | Filles de Marie des écoles Pies                                              |                                      | Filiarum Mariæ Scholarum Piarum                                                                  |
| S.C.I ou S.C.J. | Prêtres du Sacré-Cœur de Jésus (de Saint-Quentin)                            | Déhoniens                            | Congregatio Sacerdotum a sacro Corde Jesu                                                        |
| S.C.I de Béth   | Prêtres du Sacré Cœur de Jésus de Bétharram                                  | Bétharamites                         | Societas Presbyterorum Sacratissimi Cordis Jesu de Bétharram                                     |
| S.C.I.C         | Sœurs de la charité de l'Immaculée Conception d'Ivrée                        |                                      | Instituti Sororum Charitatis ab Immaculata Conceptione                                           |
| S.C.I.L         | Capucines de l'Immaculée de Lourdes                                          |                                      | Congregationis Sororum Capuccinarum ab Immaculata Lapurdensi                                     |
| S.C.I.M         | Servantes du Cœur Immaculé de Marie                                          | Sœurs du Bon Pasteur                 |                                                                                                  |
| S.C.J           | Servantes du Cœur de Jésus de Strasbourg                                     |                                      |                                                                                                  |
| S.C.J           | Servantes du Sacré Cœur de Jésus de Vic                                      | sœurs des ouvrières                  | Congregationis Sororum servarum S. Cordis Iesu                                                   |
| S.C.L           | Sœurs de la charité de Leavenworth                                           |                                      | Congregatio Sororum Caritatis Leavenworthiensis                                                  |
| S.C.M           | Petites Sœurs du Cœur Immaculé de Marie                                      |                                      | Congregatio Parvarum Sororum Immaculati Cordis Mariae                                            |
| S.C.M           | Sœurs des Saints Cyrille et Méthode de Velehrad                              |                                      | Congregatio Sorrorum s SS. Cyrillo et Methodio                                                   |
| S.C.M.R         | Capucines de la mère Rubatto                                                 | Capucines de Loano                   | Sorores Tertiariarum Capuccinarum de Loano                                                       |
| S.C.M.S.T.B.G   | Carmélites missionnaires de Sainte Thérèse de l’Enfant-Jésus                 |                                      | Congregationis Carmelitarum Missionariarum S. Teresiæ a Iesu Infante                             |
| S.C.N           | Sœurs de la charité de Nazareth                                              |                                      | Congregatio Nazarena Sororum Caritatis                                                           |
| S.C.N.J         | Sœurs de la charité de Sainte-Élisabeth                                      |                                      |                                                                                                  |
| S.C.O           | Sœurs de la charité d'Ottawa                                                 |                                      |                                                                                                  |
| S.C.Q           | Sœurs de la charité de Québec                                                |                                      | Congregationis Sororum a Caritate de Québec                                                      |
| S.C.R           | Sœurs du Christ Rédempteur                                                   | Sœurs de Rillé                       |                                                                                                  |
| S.C.S.C         | Sœurs de la charité de la Sainte Croix                                       | Sœurs d'Ingenbohl                    | Congregatio Sororum Caritatis Sanctæ Crucis                                                      |
| S.C.S.C         | Sœurs catéchistes du Sacré-Cœur                                              |                                      | Congregatio Sororum Doctrinæ Christianæ Institutricum a SS. Corde Iesu                           |
| S.C.S.H         | Sœurs de la charité de Saint-Hyacinthe                                       | Sœurs grises de Saint-Hyacinthe      |                                                                                                  |
| S.C.S.H         | Sœurs de la charité de Seton Hill                                            |                                      |                                                                                                  |
| S.C.S.L         | Sœurs de la charité de Saint-Louis                                           |                                      | Congregationis Sororum a Caritate Sancti Ludovici                                                |
| S.C.V           | Sodalité de vie chrétienne                                                   |                                      | Sodalitium Christianæ Vitæ                                                                       |
| S.C.V.I         | Sœurs du Sacré-Cœur du Verbe Incarné                                         |                                      | Instituti Sororum a Sacro Corde Verbi Incarnati                                                  |
| S.D             | Sœurs des démunis                                                            |                                      |                                                                                                  |
| S.d.A           | Sœurs des Anges                                                              | Adoratrices                          | Sororum Ab Angelis                                                                               |
| S.D.B           | Salésiens de Don Bosco                                                       | Salésiens                            | Societas Sancti Francisci Salesii                                                                |
| S.d.C           | Serviteurs de la charité                                                     |                                      | Congregatio Servorum a Charitate                                                                 |
| S.D.C           | Sœurs de la charité de sainte Jeanne-Antide Thouret                          |                                      | Sororum Caritatis a Sancta Ioanna Antida Thouret                                                 |
| S.d.J           | Servantes de Jésus de la Charité                                             |                                      | Congregationis Sororum Servarum Iesu                                                             |
| S.d.J           | Servantes de Jésus du Venezuela                                              |                                      | Congregationis Sororum Servarum Iesu                                                             |
| S.d.l.C         | Sœurs de la charité de Namur                                                 |                                      | Congregatio Sororum Caritatis Namurcensis                                                        |
| S.d.P           | Missionnaires serviteurs des pauvres                                         | Cusmaniens                           | Congregatio Missionariorum Servorum Pauperum                                                     |
| S.d.P           | Servantes des pauvres                                                        |                                      | Servarum Pauperum                                                                                |
| S.d.P           | Sœurs de la Providence de saint Gaétan de Thiene                             |                                      | Sororum a Providentia S. Caietani a Thiene                                                       |
| S.d.P           | Sœurs des pauvres de Sainte Catherine de Sienne                              |                                      | Sorores Pauperum a Sancta Catharina Senensis                                                     |
| S.d.P.I.P       | Sœurs des pauvres de Bergame                                                 |                                      | Instituti Sororum Paupercularum                                                                  |
| S.D.P.R         | Sœurs de la Divine Providence de Ribeauvillé                                 |                                      |                                                                                                  |
| S.D.R           | Sœurs du Divin Rédempteur                                                    |                                      | Congregatio Sororum a Divino Redemptore                                                          |
| S.D.S           | Société du Divin Sauveur                                                     | Salvatoriens                         | Societas Divini Salvatoris                                                                       |
| S.D.S           | Sœurs du Divin Sauveur                                                       | Salvatoriennes                       | Sorores Divini Salvatoris                                                                        |
| S.D.V           | Vocationnistes                                                               |                                      | Societas Divinarum Vocationum                                                                    |
| S.D.V           | Sœurs des divines vocations                                                  | sœurs vocationnistes                 | Sorores Divinarum Vocationum                                                                     |
| S.D.V           | Sœurs de la volonté divine                                                   |                                      | Congregatio Sororum a Divina Voluntate                                                           |
| S.D.V.I         | Sœurs de Sainte-Dorothée, Filles des Sacrés-Cœurs                            |                                      | Sororum Magistrarum a Sancta Dorothea Filiarum a Sacris Cordibus                                 |
| S.E.J           | Sœurs du Saint Enfant Jésus                                                  |                                      | Congregationis sororum a sancto puero Jesu                                                       |
| S.F             | Fils de la Sainte-Famille                                                    |                                      | Filii Sacræ Familiare Iesu, Mariæ et Ioseph                                                      |
| S.F             | Sœurs de la Sainte Famille de Villefranche                                   |                                      | Congregationis Sororum a S. Familia                                                              |
| S.F.Alc         | Franciscaines alcantarines                                                   |                                      |                                                                                                  |
| S.F.C.C         | Franciscaines de la charité chrétienne                                       |                                      | Congregatio Sororum Tertio Ordinis Sancti Francisci a Caritate Christiana                        |
| S.F.E.B         | Franciscaines Élisabethaines                                                 |                                      | Sororum Franciscalium a Sancta Elisabeth                                                         |
| S.F.I           | Franciscaines de l'Immaculée de Pietradefusi                                 |                                      | Sororum Franciscalium Immaculatinarum                                                            |
| S.F.M.S         | Franciscaines missionnaires de Suse                                          |                                      | Sororum Franciscalium Missionariarum Segusiensium                                                |
| S.F.S.C         | Franciscaines des Sacrés Cœurs de Capoue                                     |                                      | Congregatio Sororum S. Francisci a Sacratissimis Cordibus                                        |
| S.F.S.C         | Franciscaines de Sainte Claire                                               |                                      | Instituti Sororum Franciscalium a S. Clara                                                       |
| S.F.U           | Sœurs de la Sainte Famille d'Urgell                                          |                                      | Institutum a Sacra Familia                                                                       |
| S.G             | Frères de Saint-Gabriel                                                      |                                      |                                                                                                  |
| S.G.M           | Sœurs de la charité de Montréal                                              | Sœurs grises                         | Congregationis Sororum Caritatis Marianopoli                                                     |
| S.H             | Sœurs de la congrégation du Sacré-Cœur                                       |                                      |                                                                                                  |
| S.I.C           | Sœurs de l'Imitation du Christ                                               |                                      |                                                                                                  |
| S.J             | Compagnie de Jésus                                                           | Jésuites                             | Societas Jesu                                                                                    |
| S.J             | Petites sœurs de Saint Joseph de Montgay                                     |                                      |                                                                                                  |
| S.J.A           | Sœurs de Saint-Joseph-de-l'Apparition                                        |                                      | Sororum a Sancto Iosepho ab Apparinone                                                           |
| S.J.B.P         | Sœurs de Jésus Bon Pasteur                                                   |                                      | Sorores a Iesu Bono Pastore                                                                      |
| S.J.C           | Sœurs de Saint-Joseph de Cluny                                               |                                      | Congregationis S. Ioseph de Cluny                                                                |
| S.J.D           | Servantes des pauvres de Jeanne Delanoue                                     |                                      |                                                                                                  |
| S.J.E           | Servantes de Jésus dans l'Eucharistie                                        |                                      | Congregatio Sororum Ancillarum Jesu in Eucharistia                                               |
| S.J.M           | Serviteurs de Jésus et de Marie                                              |                                      |                                                                                                  |
| S.J.S.H         | Sœurs de Saint Joseph de Saint-Hyacinthe                                     |                                      |                                                                                                  |
| S.J.S           | Servantes de Jésus-Sacrement de Buenos Aires                                 |                                      | Congregatio Sororum Ancillarum Iesu in Sacramento                                                |
| S.J.S           | Servantes de Jésus-Sacrement de Guadalajara                                  |                                      |                                                                                                  |
| S.J.T           | Sœurs de Saint Joseph de Tarbes                                              |                                      |                                                                                                  |
| SŁ.N.S.J        | Servantes du Sacré Cœur de Jésus de Cracovie                                 |                                      | Congregatio Servularum Sacratissimi Cordis Iesu                                                  |
| S.M             | Société de Marie                                                             | Maristes                             | Societas Mariæ                                                                                   |
| S.M             | Société de Marie                                                             | Marianistes                          | Societas Mariæ                                                                                   |
| S.M             | Sœurs maristes                                                               |                                      |                                                                                                  |
| S.M             | Sœurs de la Miséricorde de Montréal                                          |                                      | Instituti Sororum a Misericordia                                                                 |
| S. de M         | Servantes de Marie, ministres des malades                                    |                                      | Servæ Mariæ Infirmis Ministrantes                                                                |
| S.M.A           | Sœurs de Sainte Marie de l'Assomption                                        |                                      |                                                                                                  |
| S.M.A.CH        | Servantes de Notre-Dame des Douleurs de Chioggia                             |                                      |                                                                                                  |
| S.M.A.N         | Servantes de Notre-Dame des Douleurs de Nocera de' Pagani                    |                                      | Congregatio Sororum Servarum Mariae Perdolentis                                                  |
| S.M.C           | Sœurs de Marie Consolatrice                                                  |                                      | Sororum a Maria Sanctissima Consolatrice                                                         |
| S.M.G           | Servantes de Marie de Galeazza                                               |                                      | Congregatio Sororum Servarum Mariæ de Galeatia                                                   |
| S.M.G           | Pauvres servantes de la Mère de Dieu                                         |                                      | Pauperum Ancillarum Matris Dei                                                                   |
| S.M.I.C         | Sœurs missionnaires de l'Immaculée Conception de la Mère de Dieu             |                                      |                                                                                                  |
| S.M.I.R.P       | Sœurs missionnaires de l'Immaculée Reine de la Paix                          | Pianzolines                          | Congregationis Sororum Missionariarum Immaculatæ Reginæ Pacis                                    |
| S.M.M           | Compagnie de Marie                                                           | Montfortains                         | Societas Mariæ Montfortana                                                                       |
| S.M.M.I         | Salésiennes missionnaires de Marie Immaculée                                 |                                      |                                                                                                  |
| S.M.M.I         | Servantes de Marie Immaculée                                                 |                                      | Congregationis Sororum Ancillarum a Maria Immaculata                                             |
| S.M.M.P         | Sœurs de Sainte Marie-Madeleine Postel                                       |                                      | Sorores Mariæ Magdalenæ Postel                                                                   |
| S.M.P           | Société portugaise pour les missions                                         |                                      | Societas lusitana pro missionibus                                                                |
| S.M.R           | Sœurs de Marie-Réparatrice                                                   |                                      | Institutum a Maria Reparatrice                                                                   |
| S.M.R           | Servantes de Marie Réparatrices                                              |                                      | Congregationis Servarum Mariae Reparatricum                                                      |
| S.M.S.D         | Sœurs maîtresses de sainte Dorothée                                          |                                      | Institutum Sororum Magistrarum a Sancta Dorothea                                                 |
| S.M.S.M         | Sœurs missionnaires de la Société de Marie                                   |                                      |                                                                                                  |
| S.M.S.P         | Société des missionnaires de Saint Paul                                      | Paulistes                            | Societas Missionarium Sancti Pauli                                                               |
| S.N.D           | Sœurs de Notre-Dame de Namur                                                 |                                      | Congregationis Sororum a Domina Nostra Namurcensi                                                |
| S.N.J           | Dominicaines du Saint Nom de Jésus                                           |                                      |                                                                                                  |
| S.N.J.M         | Sœurs des saints Noms de Jésus et de Marie                                   |                                      | Congregatio Sororum a SS. Nominibus Iesu et Mariæ                                                |
| S.N.S.C         | Sœurs de Notre Dame du Mont Carmel                                           |                                      | Sororum Dominæ Nostræ de Carmelo                                                                 |
| S.N.S.F         | Servantes de Notre-Dame de Fatima                                            |                                      |                                                                                                  |
| S.O.M           | Sœurs hospitalières de la Miséricorde                                        |                                      | Congregatio Sororum a Misericordia pro Infirmis                                                  |
| S.O.S           | Ursulines de Saint-Jérôme                                                    | Ursulines de Somasque                | Sorores Ursulinæ a Somascha                                                                      |
| S.P             | Sœurs de la Providence de Montréal                                           |                                      | Sorores Providentiæ                                                                              |
| S.P (Sch.P)     | Clercs réguliers de la Mère de Dieu pour les écoles pies                     | Piaristes                            | Ordo clericorum Regularium Pauperum Matris Dei scholarum Piarum                                  |
| S.P             | Servantes de la Passion                                                      |                                      |                                                                                                  |
| S.P             | Sœurs de la Providence de Saint Mary-of-the-Woods                            |                                      | Sororum a Providentia S. Mariæ ad Nemus                                                          |
| S.P.C.          | Sœurs de Saint-Paul de Chartres                                              |                                      | Congregatio Sororum Carnutensium a S. Paulo                                                      |
| S.P.G           | Sœurs de la Providence de Gap                                                |                                      |                                                                                                  |
| S.P.P           | Sœurs de la Providence de Portieux                                           |                                      |                                                                                                  |
| S.P.R           | Sœurs de la Providence de l'institut de Charité                              | Rosminiennes                         | Congregatio Sororum a Providentia                                                                |
| S.P.S           | Sœurs du Précieux Sang                                                       |                                      | Congregationis Sororum a Pretiosissimo Sanguine                                                  |
| S.P.S.F         | Sœurs des pauvres de Saint François                                          |                                      | Sororum Pauperum Sancti Francisci                                                                |
| S.S.A           | Sœurs de Sainte-Anne                                                         |                                      | Sororum Sanctæ Annæ                                                                              |
| S.S.A           | Sœurs de Sainte-Anne de Turin                                                |                                      | Instituti a Sancta Anna                                                                          |
| S.S.C           | Société des prêtres de Saint Joseph Benoît Cottolengo                        |                                      | Societas presbyterorum Sancti Ioseph Benedicti Cottolengo                                        |
| S.S.C           | Sœurs de Saint Casimir                                                       |                                      | Congregatio Sororum Sancti Casimiri                                                              |
| S.S.C.C         | Congrégation des Sacrés-Cœurs de Jésus et de Marie                           | Picpuciens                           | Congregatio Sacrorum Cordium Iesu et Mariæ                                                       |
| S.S.C.C         | Sœurs des Sacrés-Cœurs et de l'adoration perpétuelle du Saint Sacrement      | Picpuciennes                         | Congregatio sacrorum Cordium Iesu et Mariæ necnon adorationis perpetuæ sancti Sacramenti altaris |
| SS.CC           | Sœurs missionnaires des Sacré Cœurs de Jésus et Marie                        |                                      | Congregationis Missionariarum a SS. Cordibus Iesu et Mariae                                      |
| SS.CC           | Sœurs des Sacrés-Cœurs de Jésus et de Marie de Castellammare                 |                                      | Congregatio Sororum a Sacris Cordibus                                                            |
| SS.CC.J.M       | Sœurs des Saints-Cœurs de Jésus et de Marie                                  | Sœurs de Notre-Dame des Chênes       | Congregationis Sororum a Sacris Cordibus Jesu et Mariae                                          |
| S.S.C.J         | Salésiennes du Sacré-Cœur de Jésus                                           |                                      | Sororum Salesianarum Sacri Cordis Iesu                                                           |
| S.S.C.J         | Sœurs du Sacré-Cœur de Jésus de Saint-Jacut-les-Pins                         |                                      |                                                                                                  |
| S.S.C.J.P       | Servantes du Sacré-Cœur de Jésus et des Pauvres                              |                                      | Servarum Sacri Cordis Iesu et Pauperum                                                           |
| SS.C.M          | Sœurs des Saints Cyrille et Méthode de Danville                              |                                      |                                                                                                  |
| S.S.D           | Sœurs de sainte Dorothée de Frassinetti                                      |                                      | Congregatio Sororum a Sancta Dorothea                                                            |
| S.S.F           | Sœurs de la Sainte Famille de Vérone                                         |                                      | Congregationis sororum a Sacra Familia Veronæ                                                    |
| S.S.F           | Sœurs de la Sainte Famille de la Nouvelle-Orléans                            |                                      | Congregationis Sororum a Sacra Familia                                                           |
| S.S.F.C.R       | Sœurs des écoles franciscaines du Christ-Roi                                 |                                      |                                                                                                  |
| S.S.F.S         | Sœurs de la Sainte Famille de Spolète                                        |                                      | Congregationis Sororum a S.Familia                                                               |
| S.S.G.C         | Sœurs de Saint Joseph Benoît Cottolengo                                      |                                      |                                                                                                  |
| S.S.J           | Servantes de Saint Joseph                                                    |                                      | Congregationis Servarum a S. Ioseph                                                              |
| S.S.J           | Sœurs de Saint Joseph d'Aoste                                                |                                      |                                                                                                  |
| S.S.J           | Sœurs de Saint Joseph de Turin                                               |                                      |                                                                                                  |
| S.S.J.A         | Sœurs de Saint Joseph d'Annecy                                               |                                      |                                                                                                  |
| S.S.L           | Sœurs de Saint Louis                                                         |                                      |                                                                                                  |
| S.S.M           | Sœurs de la charité de Sainte Marie                                          | Sœurs du Bon Conseil                 | Instituti sororum a caritate sanctae Mariae                                                      |
| S.S.M           | Sœurs de la Mère des Douleurs                                                |                                      | Instituti Sororum a Matre Dolorosa                                                               |
| S.S.M.I         | Servantes de Marie Immaculée                                                 |                                      | Congregationis Sororum Ancillarum a Maria Immaculata                                             |
| S.S.M.M.P       | Servantes de Sainte Marguerite-Marie et des pauvres                          | Servantes des pauvres de Guadalajara | Ancillarum Sanctæ Margatitæ Mariæ et Pauperum                                                    |
| S.S.N.D         | Pauvres sœurs des écoles de Notre-Dame                                       |                                      | Congregatio Pauperum de scholarum Nostræ Dominæ                                                  |
| S.S.P           | Société de saint Paul                                                        |                                      | Societas a Sancto Paulo Apostolo                                                                 |
| S.S.P.C         | Sœurs missionnaires de saint Pierre Claver                                   | Claveriennes                         | Institutum Sancti Petri Claver pro Missionibus Africanis                                         |
| S.S.S           | Congrégation du Très-Saint-Sacrement                                         | Sacramentins                         | Congregatio Presbyterorum a Sanctissimo Sacramento                                               |
| S.S.S           | Sœurs du Service Social                                                      |                                      | Sororum Socialium Societas                                                                       |
| SS.T.PP         | Servantes de la Très Sainte Trinité et des pauvres                           |                                      | Congregationem Ancillarum a SS. Trinitate et a Pauperibus                                        |
| S.S.V           | Sœurs de la Sainte Face                                                      |                                      | Religiosarum a Sancto Vultu                                                                      |
| S.Sp.S.A.P      | Sœurs servantes du Saint-Esprit de l'adoration perpétuelle                   |                                      | Congregatio Servarum Spiritus Sancti de Adoratione Perpetua                                      |
| S.SS.CC         | Salésiennes des Sacrés-Cœurs                                                 |                                      | Salesianæ Sacrorum Cordium                                                                       |
| S.T             | Soeurs Carmélites de Sainte Thérèse (de Turin)                               |                                      |                                                                                                  |
| S.T.F.E         | Franciscaines élisabethines                                                  |                                      | Sororum Tertiariarum Franciscalium Elisabethinarum Patavin                                       |
| S.T.J           | Compagnie de Sainte Thérèse                                                  |                                      | Societatis Sanctæ Teresiæ a Iesu                                                                 |
| S.V             | Sœurs de la Visitation du Japon                                              |                                      | Congregatio Sororum Visitationis                                                                 |
| S.V             | Sœurs de la charité de Saint Vincent de Paul du prince de Palagonia          |                                      | Congregatio Sororum Caritatis a Sancto Vincentio                                                 |
| S.V.D           | Société du Verbe Divin                                                       | Verbistes                            | Societas Verbi Divini                                                                            |
| S.V.E.G.S       | Sœurs victimes expiatrices de Jésus-Sacrement                                |                                      | Congregatio Victimarum Expiatricum a Sacramentatio Iesu                                          |
| S.V.V.S         | Sœurs Véronique de la Sainte Face                                            |                                      | Sororum Veronicarum a Sacro Vultu                                                                |
| S.X             | Société de saint François Xavier pour les missions étrangères                | Missionnaires xavériens              | Pia Societas Sancti Francisci Xaverii pro exteris missionibus                                    |

## T-U-V-W-Z
| Abbr.          | Nom officiel                                    | Nom commun         | Nom en latin                                                                   |
| -------------- | ----------------------------------------------- | ------------------ | ------------------------------------------------------------------------------ |
| T.C            | Tertiaires Capucins de Notre Dame des Douleurs  | Amigoniens         | Fratres Tertii Ordinis Sancti Francisci Capulatorum a Beata Virgine Perdolente |
| T.Chr ou S.Chr | Société du Christ pour les émigrants de Pologne |                    | Societas Christi pro Emigrantibus Polonis                                      |
| T.F.B.A        | Franciscaines de la bienheureuse Angélique      |                    |                                                                                |
| T.S.F          | Sœurs tertiaires franciscaines de Bressanone    |                    |                                                                                |
| U.J.D          | Ursulines de Jésus                              | Sœurs de Chavagnes | Sororum Ursulinarum a Iesu                                                     |
| U.S.K.J        | Ursulines du Cœur de Jésus Agonisant            |                    | Congregatio Sororum Ursulinarum a Sacro Corde Iesu Agonizantis                 |
| V.M.I          | Sœurs vincentiennes de Marie Immaculée          | albertines         |                                                                                |
| V.S.M          | Ordre de la Visitation                          | Visitandines       | Ordo Visitationis Beatissimæ Mariæ Virginis                                    |
| W.D.C          | Sœurs auxiliatrices des âmes du purgatoire      |                    | Congregatio Sororum Adiutricum Animarum Purgatorii                             |
| W.J            | Sœurs vestiaires de Jésus                       |                    | Congregatio Sororum Vestiariarum Iesu                                          |
| Z.C.M.N        | Filles de Marie Immaculée de Zakroczym          |                    | Congregatio Filiarum Mariae Immaculatae                                        |
| Z.M.B.M        | Sœurs de Notre-Dame de la Miséricorde           |                    | Institutum Sororum B. M. V. a Misericordia                                     |
| Z.S.A.P.U      | Sœurs albertines servantes des pauvres          | albertines         | Congregatio Sororum Albertinorum Pauperibus Inservientium                      |